# Magnetsinn

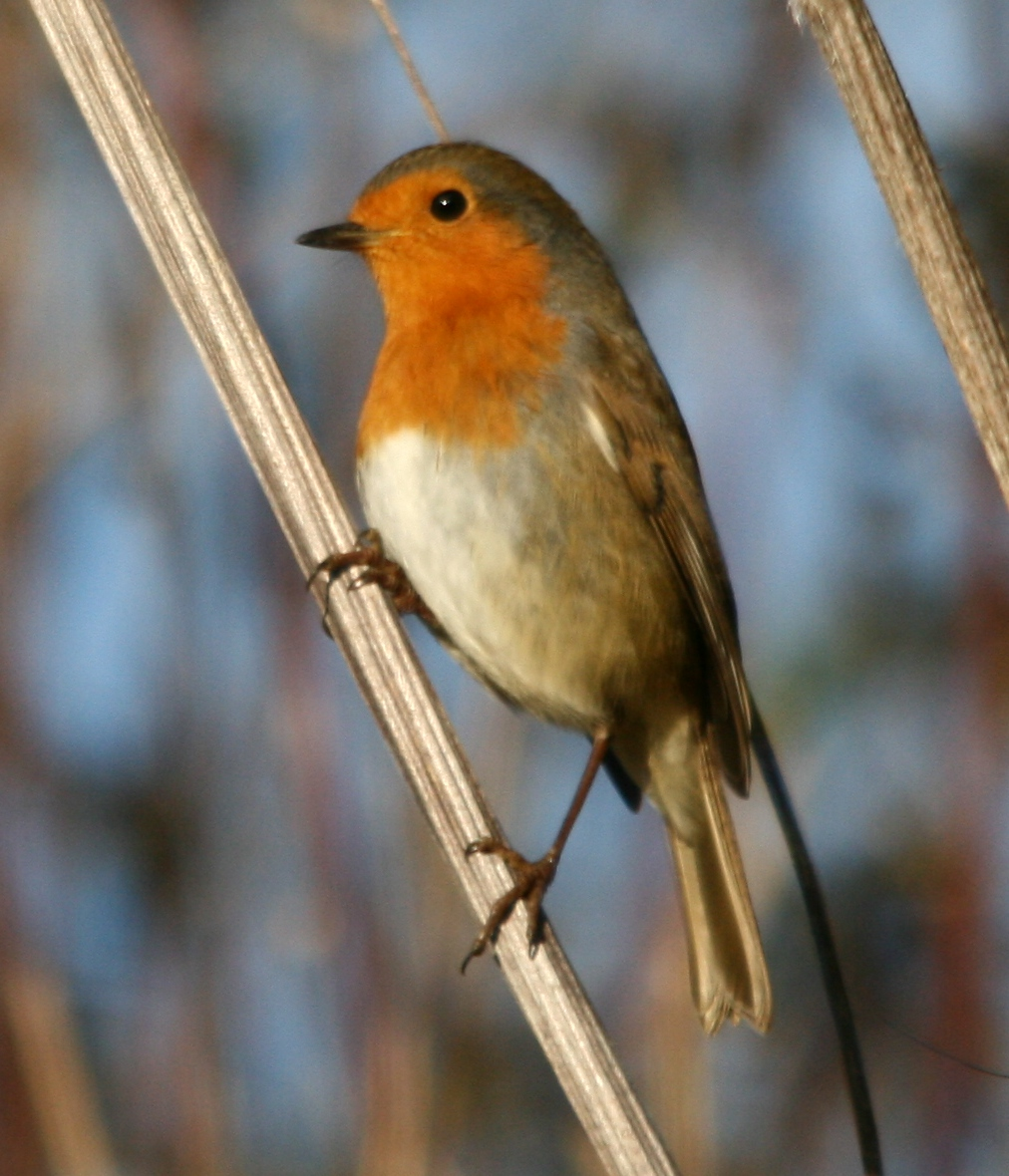
Rotkehlchen waren 1963 die ersten Tiere, an denen ein Magnetsinn experimentell nachgewiesen wurde.

Als Magnetsinn oder Orientierung am Erdmagnetfeld wird die Fähigkeit von Tieren bezeichnet, das Magnetfeld der Erde wahrzunehmen und für die Ortsbestimmung zu nutzen. Die Fähigkeit, sich am Magnetfeld der Erde zu orientieren, wurde erst seit Mitte der 1960er-Jahre bei Tieren und auch bei Bakterien experimentell nachgewiesen. Am besten untersucht ist heute der sogenannte „Magnetkompass“ der Zugvögel, dennoch gilt der Magnetsinn noch immer als eine weitgehend unerforschte Sinnesleistung der Tiere.

## Historisches

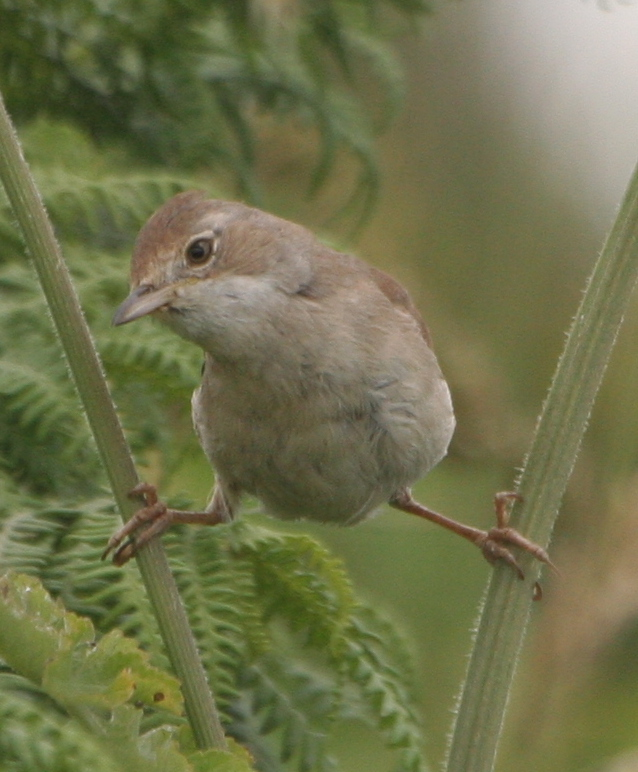
Weibliche Dorngrasmücke

Bereits Charles Darwin hatte sich in einem für sein Werk Über die Entstehung der Arten verfassten, 1859 dort aber nicht eingefügten Text gefragt, wie ein Vogel Nord und Süd unterscheiden könne und „dabei seinen Kurs so trefflich einzuhalten weiss, als ob er einen Kompass mit sich führte.“ Seine Antwort: „Das wissen wir nicht.“ Anfang der 1930er-Jahre bestätigten Biologen in einer Studie die schon von Darwin erwähnten Zufallsbeobachtungen, denen zufolge in Käfigen gehaltene Zugvögel im Herbst eine mit ihren frei lebenden Artgenossen vergleichbare Zugunruhe aufweisen. Zugleich wurde nachgewiesen, dass die in Käfigen gehaltenen Zugvögel bevorzugt in eine bestimmte Richtung fliegen oder hüpfen, wobei diese Richtung annähernd mit der Zugrichtung frei lebender Artgenossen bei deren Abflug übereinstimmt. Auch wurde im Zusammenhang mit dem von Ethologen so bezeichneten Heimfindeverhalten vieler Tierarten bereits 1941 das Erdmagnetfeld als mögliche Ursache erörtert. Eine frühe Vermutung, dass Zugvögel sich am Erdmagnetfeld orientieren, hatte zudem 1855 bereits der Zoologe Alexander Theodor von Middendorff nach Studien in Russland geäußert.
Anfang der 1960er-Jahre regte der Ornithologe, Experte für den Vogelzug und damalige Ordinarius für Zoologie der Johann Wolfgang Goethe-Universität Frankfurt am Main, Friedrich Wilhelm Merkel an, die biologischen Grundlagen des Vogelzugs auch experimentell zu untersuchen. Merkel hatte zuvor insbesondere den Energiehaushalt von Zugvögeln erforscht, zugleich aber auch das Orientierungsvermögen der Zugvögel in den Blick genommen. Zunächst wurde auf dem Dach des Frankfurter Zoologischen Instituts ein runder Käfig aufgebaut, um den herum ein starkes, künstliches, statisches Magnetfeld erzeugt werden konnte. Durch Überlagerung des schwachen natürlichen Erdmagnetfelds sollte im Käfig magnetisch Süd in eine andere, „falsche“ Richtung weisen, in der Annahme, die Testtiere würden dann in eine „falsche“ Vorzugsrichtung hüpfen oder zu fliegen versuchen. Diese Versuchsanordnung erbrachte jedoch zunächst keine klaren Ergebnisse, weswegen Wolfgang Wiltschko Testkäfig und Magnetspulen 1963 für seine Doktorarbeit in einem leer stehenden Kellerraum des Instituts aufbaute, der anlässlich früherer Experimente einer anderen Arbeitsgruppe als Unterdruckkammer verwendet und komplett mit Stahlplatten verkleidet worden war. Die Stahlummantelung des Raumes schirmte das irdische Magnetfeld vollständig ab, weswegen Wiltschko mit einem schwächeren künstlichen Magnetfeld als zuvor auf dem Dach arbeiten konnte. Der Boden des Käfigs und die Käfigränder waren mit bestäubtem Papier belegt, auf dem alle durch die Krallen der Vögel verursachten Kratzer Spuren hinterließen. Um zu überprüfen, ob seine „Modelltiere“ – im Frankfurter Botanischen Garten gefangene Rotkehlchen – unter den gewählten Bedingungen Zugunruhe zeigten, setzte er probehalber eines seiner sieben Rotkehlchen in den Käfig. Tags darauf, am 12. Oktober 1963, entdeckte er anhand der Spuren „eine phantastische Richtungsbevorzugung nach Süden“. An den folgenden Tagen gelang es Wiltschko, das Verhalten seines ersten Testtiers mit den anderen sechs Rotkehlchen zu reproduzieren. Auch nach dem Drehen des künstlichen Magnetfelds um 90 Grad blieb die Vorzugsrichtung gen Süden – bezogen auf das abgeschirmte irdische Magnetfeld tatsächlich aber nach Osten oder Westen – erhalten. So gelang ihm der erste experimentelle Nachweis, dass Tiere ein statisches Magnetfeld wahrnehmen und ihr Verhalten an dieses Magnetfeld anpassen können. Seine Veröffentlichung dieser Befunde markierte den Beginn eines neuen Forschungszweigs in der Verhaltensökologie. Später sicherte er seine Befunde durch Studien an Dorngrasmücken und Haustauben ab.
Anfangs stießen die Veröffentlichungen der Frankfurter Ornithologen auf große Skepsis bei ihren Fachkollegen, da es mehreren anderen Arbeitsgruppen nicht gelang, Wiltschkos Befunde zu reproduzieren und so zu bestätigen. Haupthindernis für die Wiederholbarkeit andernorts war, wie sich im Rückblick zeigte, dass einerseits das Erdmagnetfeld abgeschirmt, zugleich aber ein künstliches statisches Magnetfeld aufgebaut werden musste und dessen Feldstärke nicht allzu stark von der des Erdmagnetfelds abweichen durfte. Erst 1972 wurden die Frankfurter Forschungsergebnisse durch ihre Veröffentlichung in der Fachzeitschrift Science gleichsam international anerkannt; diese Veröffentlichung wird heute häufig von anderen Fachautoren zitiert: als die Erstbeschreibung eines neu entdeckten Sinnesorgans in der Tierwelt.

## Tierarten mit nachgewiesenem Magnetsinn (Auswahl)

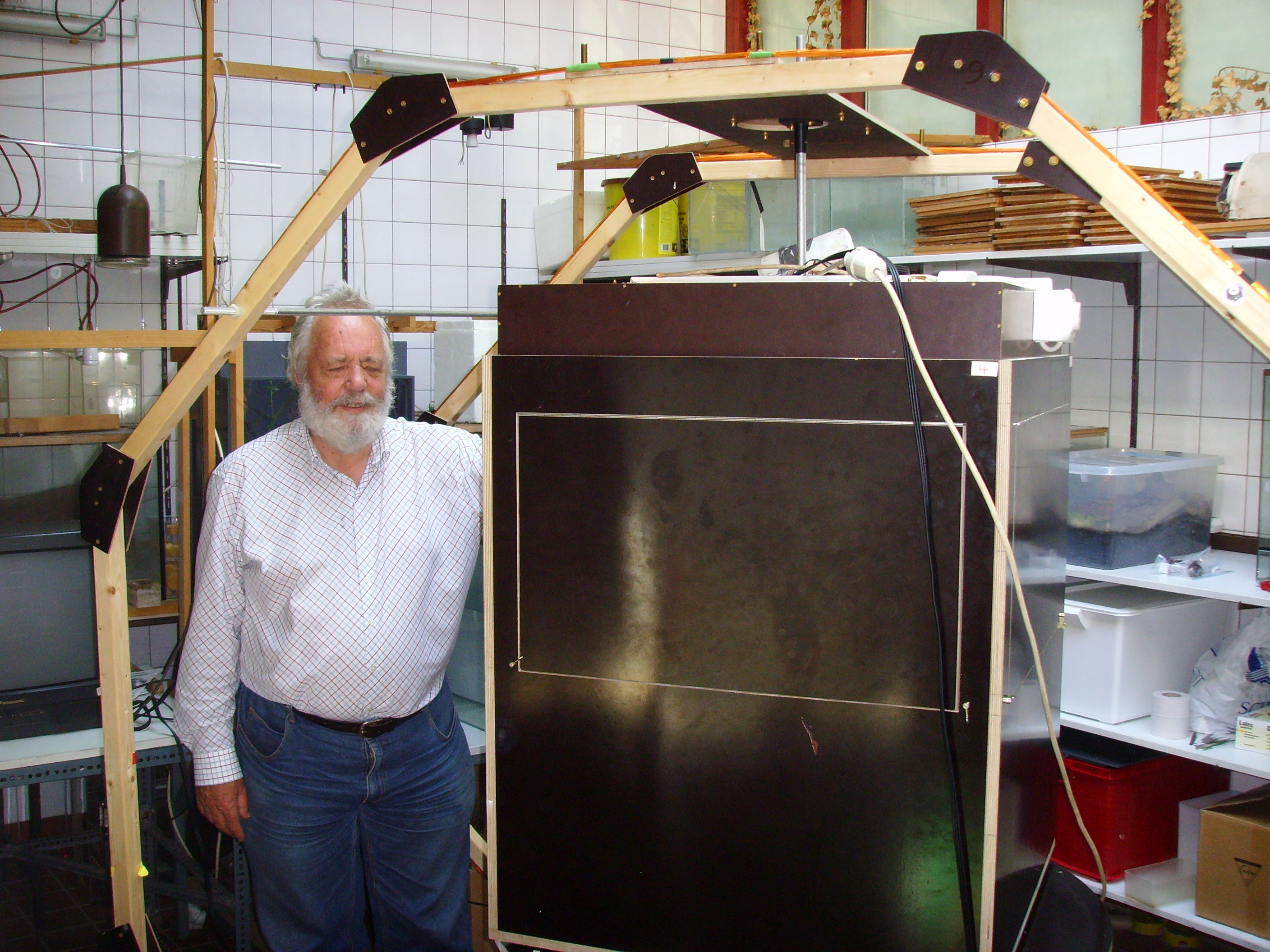
Wolfgang Wiltschko neben seiner Versuchsanordnung zum Nachweis des Magnetsinns bei Küken: Entlang der im Vordergrund erkennbaren, achteckig angeordneten Holzleisten verläuft das Kabel, mit dessen Hilfe ein Magnetfeld erzeugt wird; in der Bildmitte der auf einem Drehteller gelagerte, außen schwarz verkleidete Aufenthaltsraum für die Testtiere.

Die Fähigkeit, das Magnetfeld der Erde wahrzunehmen, ist in der Natur weit verbreitet. Nach Rotkehlchen, Dorngrasmücken und Haustauben wurde der Magnetsinn auch bei mehreren Dutzend weiteren Arten nachgewiesen, so zum Beispiel bei Termiten und Ameisen, bei Wespen und Honigbienen, bei Feldmaikäfern, Drosophila melanogaster und der Hausmutter; bei Weichtieren, Krebstieren, Amphibien und Reptilien; bei europäischen Aalen und diversen Lachsen; bei Waldmäusen, Goldhamstern, Hauspferden und weiteren Säugetieren.
Bei Caenorhabditis elegans wurden Neuronen identifiziert, die auf Magnetfelder ansprechen und das Grabeverhalten der Tiere beeinflussen.

### Vögel
Bereits im Jahr 2007 war der Magnetsinn bei rund 20 Zugvogelarten nachgewiesen worden, das heißt als eine Grundlage zur Orientierung auf weiten Flugstrecken über Land oder – bei Seevögeln – zum Beispiel über dem Atlantik. Dass der Magnetsinn auch im Nahbereich eine Rolle spielen könnte, erschien zunächst – abgesehen vom Heimfindeverhalten der Haustauben – als wenig plausibel. Bei Hühnerküken und Zebrafinken konnte dies jedoch im Experiment aufgezeigt werden.

#### Haushühner
2005 gelang in der Arbeitsgruppe von Wolfgang Wiltschko der Nachweis, dass wenige Tage alte Küken des Haushuhns ihre „Mutter“ mit Hilfe des Magnetfeldes wiederfinden können, wenn diese hinter einer Sichtblende versteckt wurde. Die Küken waren vor den Tests auf einen roten Tischtennisball geprägt worden, so dass dieser als „Mutter“ fungierte, ohne hinter der Sichtblende Geräusche oder sonstige Locksignale zu verursachen. Die Küken wurde dann in die Mitte einer innen weißen, rechteckigen und geschlossenen Kiste gesetzt, die keine Orientierungspunkte bot, aber vor jeder Ecke eine Sichtblende hatte. Die Küken wurden nun konditioniert, ihre „Mutter“ hinter jenem Schirm zu suchen, der sich im Norden dieser Versuchsanordnung befand. Nach erfolgreicher Konditionierung wurde die Kiste mit den innen sitzenden Küken einem künstlichen Magnetfeld ausgesetzt, das jedoch um 90 Grad gegenüber dem Magnetfeld der Erde gedreht war – „künstlich Nord“ wies jetzt zum Beispiel nach „irdisch Ost“. Die Küken suchten auch unter diesen Bedingungen ihre „Mutter“ weiterhin im „Norden“, also im Osten des irdischen Magnetfelds: Die Forscher werteten dieses Verhalten als Beleg dafür, dass die Küken das Versteck des roten Tennisballs allein mit Hilfe ihres „Magnetsensors“ aufsuchten.
In einer Erweiterung dieser Versuchsanordnung wurden die geprägten und konditionierten Küken unter monochromatischem roten Licht (Wellenlänge: 645 nm) oder blauem Licht (465 nm) getestet, bei anderen Küken wurde der Oberschnabel – der als potentieller Sitz von Magnetorezeptoren beschrieben wurde – narkotisiert. Ergebnis: Unter Blaulicht wurde die „Mutter“ gezielt aufgesucht, nicht aber unter Rotlicht. Und die Betäubung des Oberschnabels beeinträchtigte nicht das rasche Auffinden der „Mutter“. Beide Befunde gleichen jenen, die von Rotkehlchen bekannt sind und wurden im Jahr 2007 dahingehend interpretiert, dass auch der Magnetsinn von Hühnern mit der visuellen Wahrnehmung gekoppelt zu sein scheint.

#### Zebrafinken
Bielefelder Verhaltensforscher trainierten Zebrafinken darauf, in einer – ähnlich wie bei dem Experiment mit Hühnerküken gebauten – Apparatur nach Futter zu suchen, das an einer von vier Stellen im Käfig versteckt war. Wie bei den Küken wurde das Futter jeweils in einer bestimmten Richtung in Bezug auf das künstliche Magnetfeld ausgelegt. Als die horizontale Komponente des Magnetfelds gedreht wurde, suchten die Vögel das Futter an der entsprechenden anderen Stelle. In einem oszillierenden magnetischen Feld ging diese Orientierungsleistung verloren. In einer weiteren Studie wurde 2017 berichtet, dass der Magnetkompass der Zebrafinken, ähnlich wie bei Zugvögeln, lichtabhängig sei.

### Insekten

#### Termiten

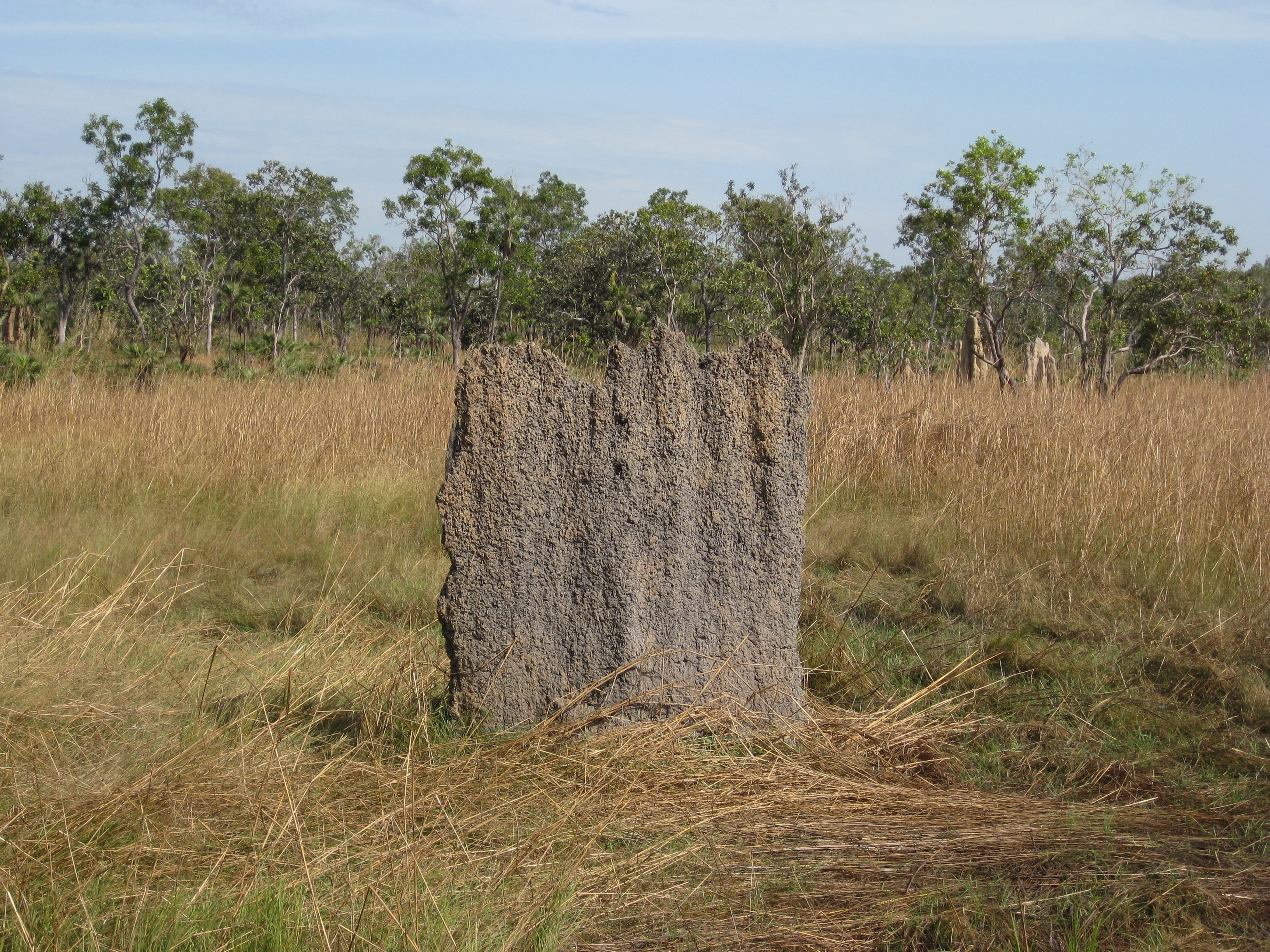
Bau einer Kolonie von Amitermes meridionalis im Litchfield National Park

Die australische Termite Amitermes meridionalis errichtet extrem schmale, an Grabsteine erinnernde Termitenhügel, deren Wände rund drei Meter lang und bis zu vier Meter hoch sein können. Diese Termitenart wird auch als Kompasstermite bezeichnet, weil ihre Baue stets in Nord-Süd-Richtung ausgerichtet sind; 1978 wurde von zwei Schweizer Zoologen sogar nachgewiesen, dass die Baue nicht nach geografisch Nord, sondern nach magnetisch Nord ausgerichtet sind. Aufgrund der sich über mehrere Jahre hinziehenden Errichtung der Hügel erwies es sich als schwierig, den Magnetsinn dieser Termiten experimentell zu testen. So wurden vier junge Baue aufgegeben, kurz nachdem jeweils ein Magnet in sie integriert worden war, während vier Kontroll-Baue, in die ein gleich großes Eisenstück eingefügt worden war, auch nach sieben Jahren noch bewohnt blieben. Überzeugendere Hinweise auf einen Magnetsinn erbrachten Experimente von Peter M. Jacklyn, einem Wissenschaftler der Charles Darwin University. Schon für seine Doktorarbeit hatte er Ende der 1980er-Jahre während der Trockenzeit die obersten Zentimeter der Termitenhügel entfernt und deren Reparatur beobachtet – zunächst unter dem Einfluss eines Magneten, später unter einem veränderbaren künstlichen Magnetfeld sowie jeweils bei einer Kontrollgruppe von Hügeln ohne künstliche Magnetismus-Einwirkung. Die Baue wurden jeweils repariert gemäß der vorhandenen Ausrichtung ihrer Basis. Jedoch gab es Abweichungen bei der Rekonstruktion der Kammern im Inneren der Hügel: In den magnetisch ungestörten Hügeln werden sie überwiegend parallel oder senkrecht zur Hauptachse angelegt, unter störendem Magnetfeld wird diese Ordnung weniger streng eingehalten.
Als biologischer Nutzen der Nord-Süd-Orientierung wird eine Optimierung der Temperatur im Inneren der Termitenhügel vermutet.

#### Ameisen
Für diverse Ameisenarten wurde belegt, dass sie sich im Magnetfeld der Erde orientieren können. Der erste Nachweis bei Ameisen wurde 1993 nach Beobachtungen an der Roten Feuerameise publiziert. Als möglicher „Sitz“ des Magnetsinns werden die Antennen der Ameisen erörtert.

##### Wüstenameisen

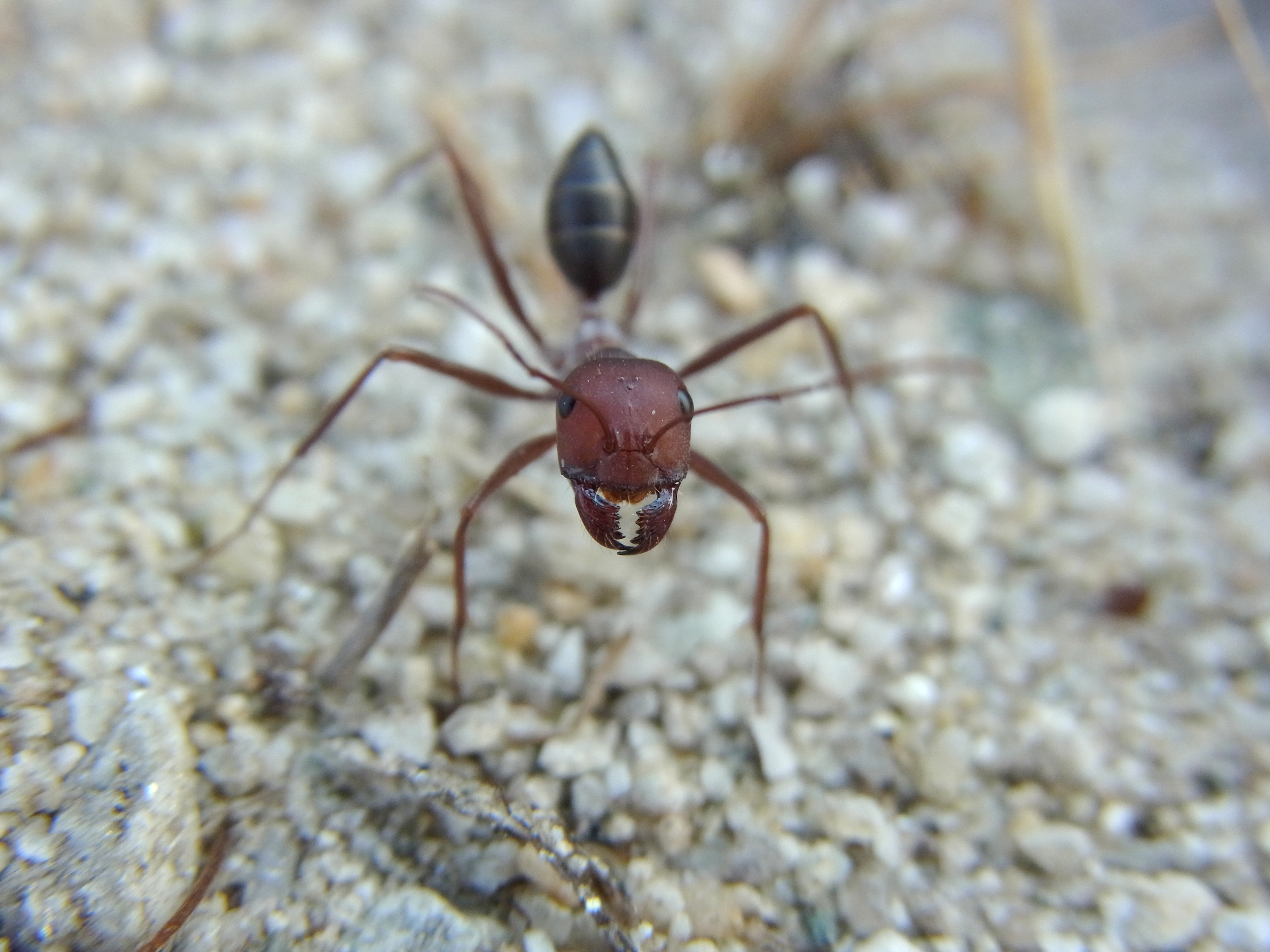
Cataglyphis noda (= C. nodus) in Griechenland

Die Arten der sogenannten Wüstenameisen aus der Gattung Cataglyphis leben in den ariden Gebieten entlang des Mittelmeers sowie in Vorder- und Zentralasien und legen auf der Futtersuche Wege von mehr als 100 Metern abseits ihres Nests zurück. Untersuchungen ihres Orientierungsverhaltens ergaben, dass sie sowohl visuelle Merkmale (Landmarken) als auch Gerüche für die Wegfindung nutzen und überdies die Anzahl ihrer Schritte zu zählen vermögen. Aufgefallen war den Beobachtern, dass die Ameisen während der Futtersuche mal hierin und mal dorthin laufen („mäandrierend“), nach dem Auffinden von Beute aber geradlinig zum Nest zurückkehren. Feldstudien in Griechenland an Ameisen der Art Cataglyphis noda, die 2018 publiziert wurden, ergaben Hinweise darauf, dass diese Fähigkeit auch ihrem Magnetsinn zuzuschreiben ist.
Jungtiere von Cataglyphis noda (= C. nodus) verbringen die ersten rund vier Wochen ausschließlich in ihrem unterirdischen Nest. Erst danach sind sie außerhalb – bis zu ihrem Tod – als futtersuchende Arbeiterinnen aktiv. „Bevor eine Ameise sich auf Futtersuche begibt, muss sie jedoch ihr Navigationssystem kalibrieren. Zu diesem Zweck zeigt sie zwei bis drei Tage lang ein äußerst spezielles Verhaltensmuster: Bei sogenannten Lernläufen erkunden die Tiere die nähere Umgebung rund um den Nesteingang und drehen dabei wiederholt Pirouetten um die eigene Körperachse. Aufnahmen mit Hochgeschwindigkeitskameras zeigen, dass die Ameisen während dieser Drehungen immer wieder stoppen. Das Besondere an den längsten dieser Unterbrechungen: In diesem Moment schauen die Tiere immer exakt in Richtung des Nesteingangs zurück, obwohl sie diesen – ein winziges Loch im Boden – nicht sehen können.“ Forscher der Julius-Maximilians-Universität Würzburg erzeugten mit Hilfe eines mobilen Helmholtz-Spulenpaars im natürlichen Habitat der Ameisen ein künstliches Magnetfeld, das sie in Bezug auf das natürliche irdische Magnetfeld abweichend ausrichten konnten: mit dem Ergebnis, dass die Ameisen in vorhersagbarer Weise nicht mehr in Richtung des tatsächlichen Nesteingangs blickten, sondern in die vom Spulenpaar vorgegebene Richtung. Weitergehende Analysen ergaben, dass die Lernläufe neuroanatomische Veränderungen im Gehirn der Tiere zur Folge haben und dass der Magnetsinn bei dieser Art möglicherweise auf magnetischen Partikeln wie Magnetit beruht.

##### Blattschneideameisen
Blattschneiderameisen der nach Christoph Kolumbus benannten Art Atta colombica tragen ihre Beute auf relativ schmalen Pfaden in ihr Nest ein. In einem Freilandexperiment hoben Forscher des Smithsonian Tropical Research Institute heimkehrende Ameisen von ihrem Pfad hinweg, drehen sie hin und her und setzten sie dann unweit ihres Pfads im Gelände ab. Die meisten Ameisen wählten nicht den kürzesten Weg zurück zu ihrem Pfad, sondern strebten auf direktem Weg – abseits des Pfads ihrer Artgenossen – zum Nest zurück. Wenn die Forscher jedoch mit starken elektromagnetischen Pulsen das Erdmagnetfeld überlagerten, liefen die Ameisen nicht mehr gezielt in Richtung des Nests, sondern von ihrem Ausgangspunkt in rein zufällige Richtungen. Wurde ein künstliches Magnetfeld aber so erzeugt, dass es genau gegensätzlich zum irdischen ausgerichtet war, dann entfernten sich die Ameisen geradlinig von ihrem Nest. Die Forscher vermuteten im Jahr 2008, dass der Magnetsinn überlebenswichtig sein dürfte, wenn zum Beispiel ein starker Regen die Duftmarken des Pfads weggewaschen hat und auch keine anderen Orientierungshilfen verfügbar sind.

##### Rote Waldameisen
Rote Waldameisen wurden im Jahr 1995 in einem Laborexperiment konditioniert, eine Futterstelle aufzusuchen, die nach dem Durchqueren einer innerhalb einer Spule montierten Auswahlkammer zugänglich war. Diese Auswahlkammer wies Zugänge in vier Richtungen auf, die mit Honig präparierte Futterstelle befand sich in Richtung magnetisch Nord. Wurde das Magnetfeld der Spule um 90 Grad gedreht, änderte sich auch das Verhalten der Futter suchenden Ameisen in vorhersagbarer Weise, das heißt, sie liefen weiterhin vorzugsweise in die nunmehr aber vom Versuchsleiter vorgegebene „Nord“richtung.

#### Monarchfalter

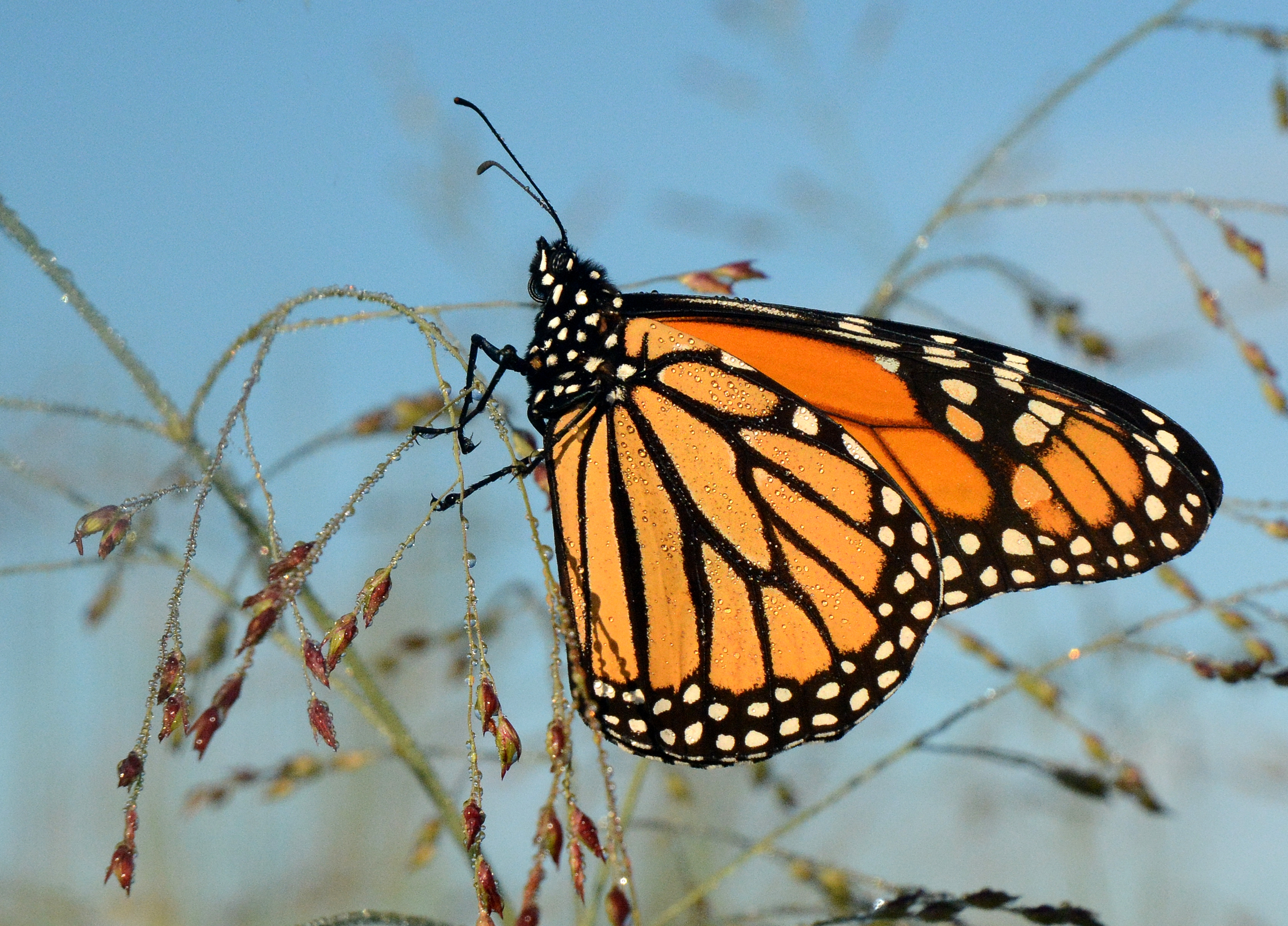
Monarchfalter

Monarchfalter (Danaus plexippus) sind bekannt dafür, dass sie im Herbst in großen Schwärmen unter anderem aus dem Nordosten der USA und aus Kanada zu ihren Überwinterungsgebieten in Mexiko fliegen. Erstmals 1999 wurde nachgewiesen, dass diese Schmetterlinge zum Einhalten der Nord-Süd-Richtung neben einem Sonnenkompass auch das Magnetfeld der Erde nutzen können. Hierzu wurden rund 300 Monarchfalter an einem ihrer bekannten „Rastplätze“ im US-Bundesstaat Kansas gefangen und einige Dutzend von ihnen einem starken Magnetfeld ausgesetzt. Während die Tiere der unbehandelten Kontrollgruppe nach dem Freilassen statistisch signifikant Richtung Süden flogen, gab es bei den einem künstlichen Magnetfeld ausgesetzten Tieren keine Vorzugsrichtung.
In den folgenden Jahren gab es mehrere einander widersprechende Publikationen, wobei in einigen davon bezweifelt wurde, dass die Schmetterlinge über einen Magnetsinn verfügen. Im Jahr 2014 wurde dann aber eine Laborstudie publiziert, in der nach Experimenten in einem Flugsimulator nachgewiesen wurde, dass Monarchfalter insbesondere bei stark bewölktem Himmel sich anhand der Inklination des Magnetfelds orientieren können, jedoch nur dann, wenn sie zugleich das durch die Wolken dringende UV-A-Licht (zwischen 380 und 420 nm) wahrnehmen können. Zugleich wurde berichtet, dass vermutlich die Antennen als „Sitz“ des lichtabhängigen Inklinationskompass' infrage kommen. Die Komplexität dieses Orientierungssystems entspricht einem der Autoren der Studie zufolge demjenigen der Vögel und der Meeresschildkröten. In einem Review-Artikel wurde 2018 angemerkt, dass die Monarchfalter vermutlich auch über eine „geomagnetische Landkarte“ verfügen.

### Gliederfüßer
1975 wurde nachgewiesen, dass die Karibik-Languste (Panulirus argus) in ihren Aktionsraum zurückfindet, wenn sie im Experiment aus diesem entnommen und mehrere Kilometer entfernt wieder ausgesetzt wird. Es blieb aber ungeklärt, durch welche inneren oder äußeren Einwirkungen dieses Heimfindeverhalten unterstützt wird. Belege für einen Magnetsinn wurden schließlich in einem Laborexperiment gewonnen, das 1985 publiziert wurde: In einem runden Behältnis mit sechs Ausgängen wurden insgesamt fünf Langusten darauf konditioniert, jeweils den nördlichsten Ausgang zu durchschwimmen. Zwei der Tiere lernten diese Aufgabe – und wenn bei diesen beiden Langusten das Magnetfeld gedreht wurde, veränderte sich auch deren Vorzugsrichtung entsprechend. Der Autor der Studie hob hervor, dass die häufigste falsch gewählte Richtung bei diesen Tieren der südliche Ausgang war.

### Reptilien

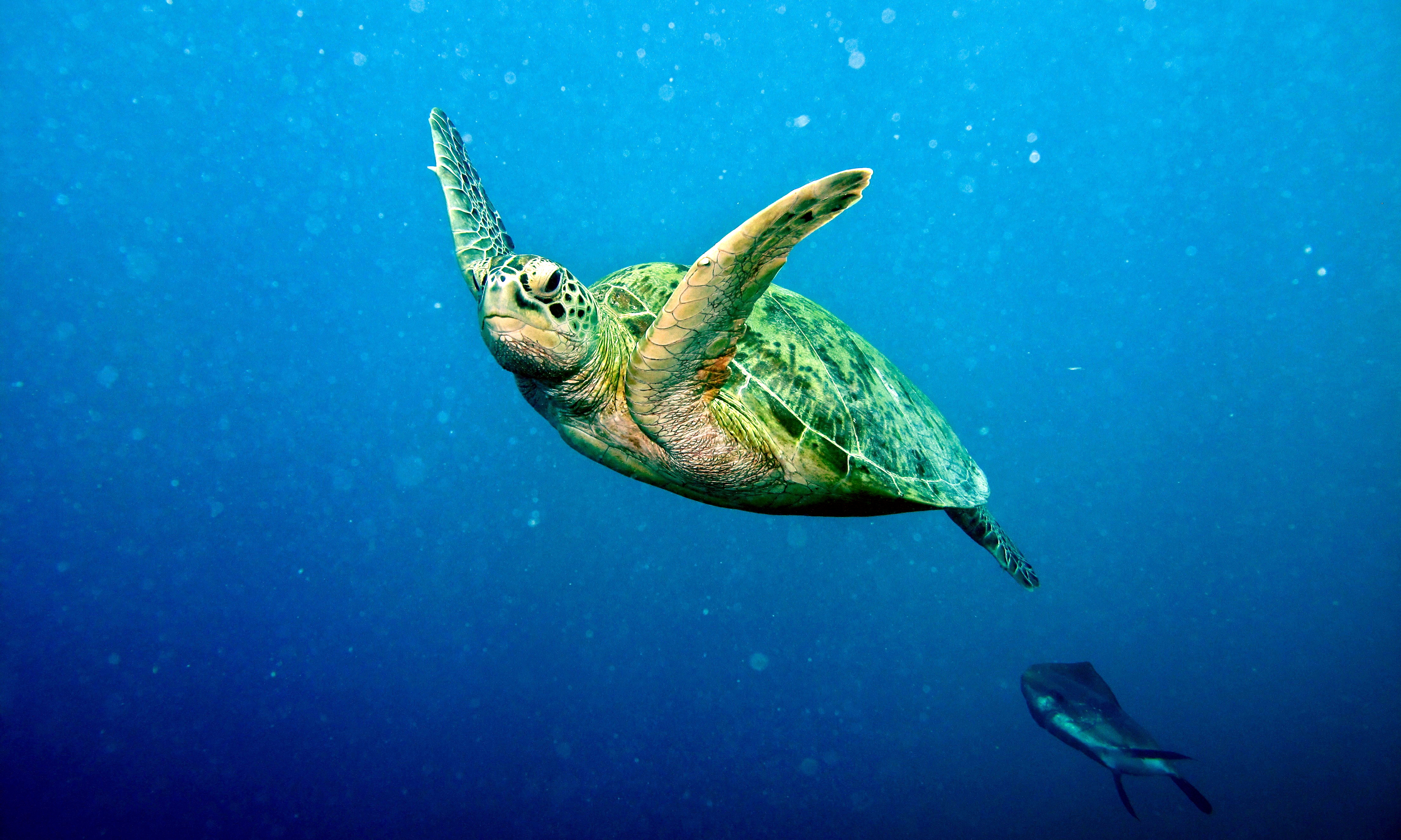
Grüne Meeresschildkröte

Die in allen tropischen und subtropischen Meeren anzutreffende Grüne Meeresschildkröte (Chelonia mydas) orientiert sich am Magnetfeld der Erde, um Jahre nach dem Schlüpfen erstmals wieder zur Eiablage an den gleichen Strand zurückzukehren. Man vermutet, dass die Inklination (= der Neigungswinkel) der Feldlinien des Magnetfelds am Geburtsort durch Prägung dauerhaft gelernt wird. In einem Experiment wurden 20 Grüne Meeresschildkröten kurz vor der Eiablage an einem Strand von Mayotte eingefangen, mit einem Sender ausgestattet und an vier rund 120 Kilometer entfernten Stellen auf hoher See wieder freigelassen. Einigen von ihnen war zudem ein Magnet am Kopf befestigt worden. Ergebnis: 19 der 20 Schildkröten fanden den Weg zurück nach Mayotte und setzten die Eiablage fort, wobei die mit Magneten ausgestatteten Tiere signifikant länger unterwegs waren als die anderen Tiere.
Beobachtungen an den Eiablageplätzen der Unechten Karettschildkröte (Caretta caretta) an der östlichen Atlantikküste von Florida deuten darauf hin, dass auch diese Schildkröten das Magnetfeld der Erde nutzen. Die genaue Position der Eiablageplätze zwischen 1993 und 2011 wurde in einer Studie mit den zur gleichen Zeit geschehenen, geringfügigen Änderungen des Erdmagnetfelds in Beziehung gesetzt, die zu einer Veränderung der örtlichen geomagnetischen Merkmale entlang der Küstenlinie geführt hatten. Tatsächlich bestand eine deutliche Korrelation zwischen beiden Ereignissen; dies wurde als unabhängige Bestätigung für die Zuschreibung eines Magnetsinns anhand des per Sender belegten Heimfindeverhaltens von Schildkröten bewertet.
Für den Mississippi-Alligator wurden bereits 1984 Hinweise auf einen Magnetsinn publiziert, und 2010 wurde ebenfalls experimentell nachgewiesen, dass sich der Gecko Cyrtodactylus philippinicus am Magnetfeld der Erde orientieren kann. Dies war der erste Nachweis eines Magnetsinnes bei Schuppenkriechtieren.

### Fische
Die Hypothese einer „geomagnetischen Prägung“ bei Lachsen wurde erstmals im Jahr 2008 vorgestellt, um – in Analogie zu den bereits erforschten Meeresschildkröten – die Wanderungen diverser Pazifischer Lachsarten (Rotlachs, Königslachs, Ketalachs) zu erklären. Um nach der Geschlechtsreife wieder an den Geburtsort zurückzufinden, sei neben einem Magnetsinn zudem ein Erinnerungsvermögen nötig in Bezug auf Stärke und Ausrichtung des Magnetfelds auf dem Weg zum Geburtsort, dem sie wie auf einer Fährte folgen können. Tatsächlich konnte einige Jahre später nachgewiesen werden, dass auch Lachse eine „angeborene magnetische Landkarte“ besitzen und sich anhand von Magnetfeldstärke und Inklination orientieren. Für die ebenfalls zu den Pazifischen Lachsen gehörende Regenbogenforelle wurden in Laborexperimenten Reaktionen auf Magnetfelder nachgewiesen.
1997 wurden für Forellen, 2013 und 2017 wurden für Europäische Aale (Anguilla anguilla) Einflüsse von Magnetfeldern auf das Verhalten publiziert. Für Zebrabärblinge und Medaka wurde 2018 im Verlauf von neuroethologischen Laborstudien ein Magnetsinn nachgewiesen, drei Jahre danach wies eine Laborstudie an Schaufelnasen-Hammerhaien deren Magnetsinn nach.

### Säugetiere
Dass auch Säugetiere sich im Magnetfeld der Erde orientieren können, ist bislang – anders als vor allem für Vögel und Insekten – nur für relativ wenige Arten experimentell belegt worden. Vor allem erwies es sich als schwierig, Säugetiere mit einem natürlichen, spontanen und raumgreifenden Fortbewegungsmuster zu identifizieren, die man zudem mit vertretbarem Aufwand einem künstlichen Magnetfeld aussetzen könnte. Ersatzweise wurde daher zum Beispiel bei Wildschweinen (Sus scrofa) und Warzenschweinen (Phacochoerus africanus) zu analysieren versucht, ob sie beim Ausruhen ihre Körperachse in eine bestimmte Himmelsrichtung ausrichten.

#### Waldmaus
Neben dem Heimfindeverhalten von Vögeln wurde seit den 1930er-Jahren auch das vergleichbare Verhalten von einigen Säugetierarten erforscht. Eine der ersten Publikationen befasste sich 1936 mit der Waldmaus. 1981 war diese Tierart dann das erste Säugetier, bei dem ein Magnetsinn nachgewiesen wurde, der laut einer 2015 veröffentlichten Studie durch Elektrosmog gestört werden kann, was nahelegt, dass Waldmäuse einen Magnetrezeptor des Radikalpaar-Modells besitzen.

#### Afrikanischer Graumull

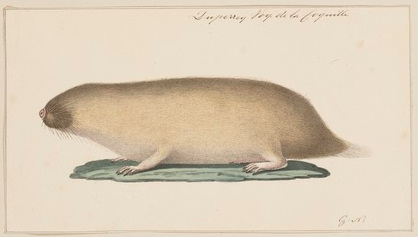
Afrikanischer Graumull:
Künstlerische Darstellung (um 1800)

Der Afrikanische Graumull lebt in seiner natürlichen Umgebung in großen Kolonien und sehr weitläufigen Gangsystemen. Zu einem von mehreren Arbeitsgruppen erforschten Testtier wurde die Art, nachdem im Freiland und auch in Laborhaltung festgestellt worden war, dass diese ausschließlich unterirdisch lebenden Tiere ihre Nester überwiegend im Südosten ihres Gangsystems anlegen. Daher wurden Ende der 1980er-Jahre an der Frankfurter Universität einige in Sambia gefangene Graumulle gehalten. Unter anderem wurde ihnen ein runder Käfig gebaut und beobachtet, wo genau das Nest angelegt wurde – wie erwartet erfolgte dies vorzugsweise im Südosten. Wenn ein künstliches Magnetfeld über dem Rundkäfig angeschaltet wurde, das um 120 Grad gegenüber dem irdischen Norden (gegen den „Uhrzeigersinn“) gedreht war, dann veränderte sich die Vorzugsrichtung bei Nestbau entsprechend Richtung irdisch West-Südwest. In ergänzenden Tests wurde nachgewiesen, dass das beobachtete Richtungsverhalten – sowohl unter irdischem wie künstlichem Magnetfeld – nicht durch Licht beeinflusst wird. Anders als bei Vögeln spielt bei den Graumullen folglich der Neigungswinkel der Feldlinien keine Rolle.

#### Fledermäuse
Fledermäuse jagen bei Nacht und können sich dabei im dreidimensionalen Raum unter anderem mit Hilfe der Echoortung orientieren. Manche Arten durchmessen zwischen ihren Brutgebieten und ihren Winterquartieren jedoch alljährlich weite Strecken: die Rauhautfledermaus zum Beispiel zweimal jährlich rund 2000 Kilometer zwischen Estland und Südfrankreich. Dass Fledermäuse sich auf Langstrecken am nächtlichen Sternenhimmel orientieren können, gilt als unwahrscheinlich, da sie nur im Nahbereich scharf sehen können. Erste Hinweise auf einen Magnetsinn bei Fledermäusen wurden Ende 2006 in Nature nach Freilandexperimenten an Eptesicus fuscus publiziert, einer Art, die zwischen dem Norden Südamerikas und dem Süden Kanadas vorkommt. Die Testtiere wurden an ihrem Schlafplatz in einer Scheune im US-Bundesstaat New Jersey gefangen und in rund 20 Kilometer Entfernung wieder freigelassen. Ihre Flugroute konnte dank eines an ihrem Körper angebrachten 0,5 Gramm schweren Radiosenders von einer sie verfolgenden Cessna 152 oder 170 dokumentiert werden. Fledermäuse der Kontrollgruppe flogen zielstrebig und auf nahezu direktem Weg zu ihrem Schlafplatz. Wurden die Fledermäuse hingegen vor dem Freilassen zusätzlich 90 Minuten lang – 45 Minuten vor bis 45 Minuten nach dem Sonnenuntergang – einem künstlichen Magnetfeld ausgesetzt, das im Vergleich zu „irdisch Nord“ um entweder 90 Grad nach rechts oder 90 Grad nach links gedreht war, dann flogen diese Testtiere zunächst eine Weile bevorzugt in die vom künstlichen Magnetfeld vorgegebene, jeweils um 90 Grad „falsche“ Richtung. Den Angaben der Forscher zufolge wird der „innere Kompass“ der Fledermäuse zur Zeit des Sonnenuntergangs kalibriert. Auf welche Weise die zunächst fehlgeleiteten Testtiere schließlich dennoch die Richtung zu ihrem Heimatort fanden, blieb in dieser Studie ungeklärt.

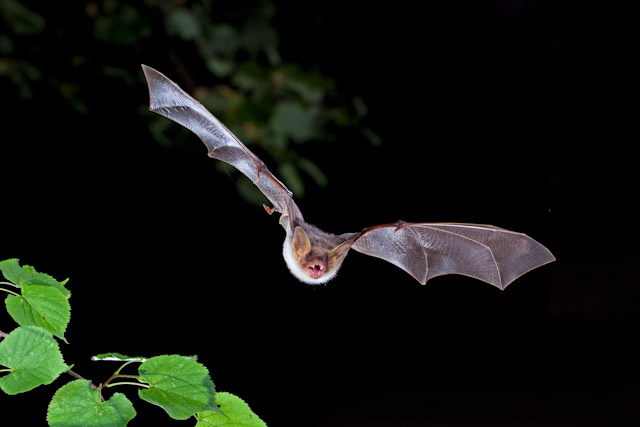
Großes Mausohr im Flug

2014 berichtete eine andere Forschergruppe nach Freilandexperimenten am europäischen Große Mausohr (Myotis myotis), dass diese Fledermäuse ihren „inneren Kompass“ während der Abenddämmerung mit Hilfe von polarisiertem Licht kalibrieren. Die Testtiere wurden in Aufenthaltsboxen rund 25 Kilometer weit von ihrem Heimatort weggebracht und danach in unterschiedlicher Weise dem schwindenden Tageslicht ausgesetzt: Einige Tiere wurden der natürlichen Schwingungsebene des Himmelslichts ausgesetzt, einer zweiten Gruppe täuschte man eine Verschiebung der Schwingungsrichtung um 90 Grad vor, und eine Kontrollgruppe sah den Himmel ohne jede Polarisation. Nach dem Freilassen der Tiere in dunkelster Nacht wurde die Flugrichtung aller Tiere mit Hilfe kleiner Sender aufgezeichnet. Das Ergebnis der Versuchsanordnung ergab, dass das polarisierte Licht in der Dämmerung einen deutlichen Einfluss auf das Heimfindeverhalten der Fledermäuse hatte: Tiere mit Sicht auf die natürliche Schwingungsrichtung sowie Tiere ohne jede Sicht auf die Schwingungsrichtung flogen zielgerichtet zu ihrem Heimatort; jene Tiere aber, die einer verdrehten Schwingungsrichtung ausgesetzt waren, flogen – bei gleichzeitig größerer Streuung – zunächst in die falsche Richtung davon. In einer Begleitinformation des Max-Planck-Instituts für Ornithologie hieß es: „Mit diesem einfachen Experiment konnten die Forscher erstmals zeigen, dass Fledermäuse das Polarisationsmuster im Abendhimmel nutzen, um ihren inneren Magnetkompass zur Orientierung zu kalibrieren. Wie genau dies funktioniert, ist allerdings noch unklar.“
Unter Laborbedingungen wurde im Jahr 2015 nachgewiesen, dass Fledermäuse der in Südchina vorkommenden Art Nyctalus plancyi noch Magnetfelder wahrnehmen können, die nur ein Fünftel der natürlichen Feldstärke aufweisen.

#### Hunde
Hunde orientieren sich im Nahbereich überwiegend anhand der Gerüche ihrer Umgebung. Ein Forscherteam der Universität Duisburg-Essen und der Tschechischen Agraruniversität Prag um Hynek Burda glaubt jedoch, dass Hunde auch das Magnetfeld der Erde wahrnehmen können. Das jedenfalls leiteten die Forscher aus einer statistischen Analyse sehr spezieller Verhaltensweisen der Hunde ab: ihrer Körperhaltung, wenn sie unangeleint im Freiland Blase oder Darm entleeren. Bei 70 Hunden aus 37 Rassen wurden mehr als 7000 Ausscheidungen dokumentiert und insbesondere die Himmelsrichtung notiert, in die die Längsachse der Hunde währenddessen ausgerichtet war. Die gesammelten Daten ergaben zunächst keine Vorzugsrichtung, wohl aber, nachdem die dokumentierten Ausscheidungen in Beziehung zu den geringen Schwankungen – Änderungen von Intensität und Richtung der Feldlinien –  des irdischen Magnetfelds gesetzt worden waren: Nur in Phasen, in denen das Magnetfeld stabil war, richteten sich die Hunde in Nord-Süd-Richtung aus. Diese im Jahr 2013 veröffentlichten statistischen Analysen waren der erste empirische Hinweis darauf, dass auch Hunde einen Magnetsinn besitzen. Eine 2020 publizierte Studie der gleichen Forschergruppe erbrachte Hinweise darauf, dass Hunde, die im freien Gelände zum Beispiel einer Jagdbeute hinterher laufen, das Magnetfeld nutzen, um – statt auf ihrer Spur – über eine Abkürzung zurück zum Ausgangspunkt zu laufen. Möglicherweise ist ihr Magnetsinn – ähnlich wie bei Vögeln – mit dem Sehsystem verkoppelt.

#### Rotfuchs
Auch europäische Rotfüchse scheinen einen Magnetsinn zu besitzen. Dies legen jedenfalls Beobachtungen des natürlichen, ungestörten Jagdverhaltens nahe, die 2011 veröffentlicht wurden. Die „Jagdstrategie“ des Fuchses gegenüber zum Beispiel einer Maus beruht auf einem Überraschungseffekt: Der Fuchs schleicht sich an, springt in die Höhe, über die potentielle Beute, und ergreift sie von oben beim Herabfallen. Im Schnee und in hohem Bewuchs ortet der Fuchs seine Beute vor allem dank seines empfindlichen Gehörs. Dank der Mithilfe von 23 erfahrenen Biologen und Jägern wurden zwischen April 2008 und September 2010 in Tschechien fast 600 Jagdsprünge bei 84 wild lebenden Füchsen in Schnee und hohem Bewuchs protokolliert und vermessen. Dabei stellte sich heraus, dass – unabhängig von der Tages- und Jahreszeit sowie von der Witterung – mehr als 80 Prozent der Sprünge in Nordrichtung (zumeist Richtung Nord-Nordost) und rund 60 Prozent der Sprünge in Südrichtung erfolgreich waren; die Erfolgsquote der Sprünge in andere Richtungen betrug hingegen weniger als 15 Prozent. Die zugrundeliegenden biologischen Mechanismen sind unbekannt.

#### Wale
Eine Reihe von Indizien spricht dafür, dass auch Wale Magnetismus empfinden. So wurden beispielsweise Strandungen von lebenden Walen analysiert, um aus dem fehlerhaften Orientierungsverhalten Rückschlüsse auf das normale Orientierungsverhalten zu ziehen. Für die britische Hauptinsel besitzt das Natural History Museum in London eine Jahrzehnte zurückreichende Datensammlung über derartige Strandungen, so dass im Jahr 1985 insgesamt 137 Anlandungen lebender Wale ausgewertet werden konnten, darunter 29 Massenstrandungen mit mehr als drei Tieren. Daneben gab es nahezu tausend Funde von tot angetriebenen Walen. Für die Anlandestellen noch lebender Wale wurden keine geografischen Gemeinsamkeiten entdeckt – teils waren es felsige Küstenbereiche, teils sandige; teils waren es flache Küsten, teils rasch tiefer werdende. Einzige Gemeinsamkeit war, dass alle Anlandestellen Anomalien des geomagnetischen Feldes aufwiesen, und zwar ein unterdurchschnittlich starkes geomagnetisches Feld, bei dem die Feldlinien landwärts weisen. Die tot angetriebenen Wale waren völlig zufällig über die Küsten verteilt. 1986 wurde aus der Analyse von 212 Walstrandungen an den Küsten der USA durch eine zweite Forschergruppe ebenfalls der Schluss gezogen, das einzige gemeinsame Merkmal dieser Strandungen seien lokale Abweichungen des irdischen Magnetfelds (lokale Minima). Lokale geomagnetische Minima sind ferner korreliert mit der Sichtung von Finnwalen vor der Nordostküste der USA im Herbst und im Winter.

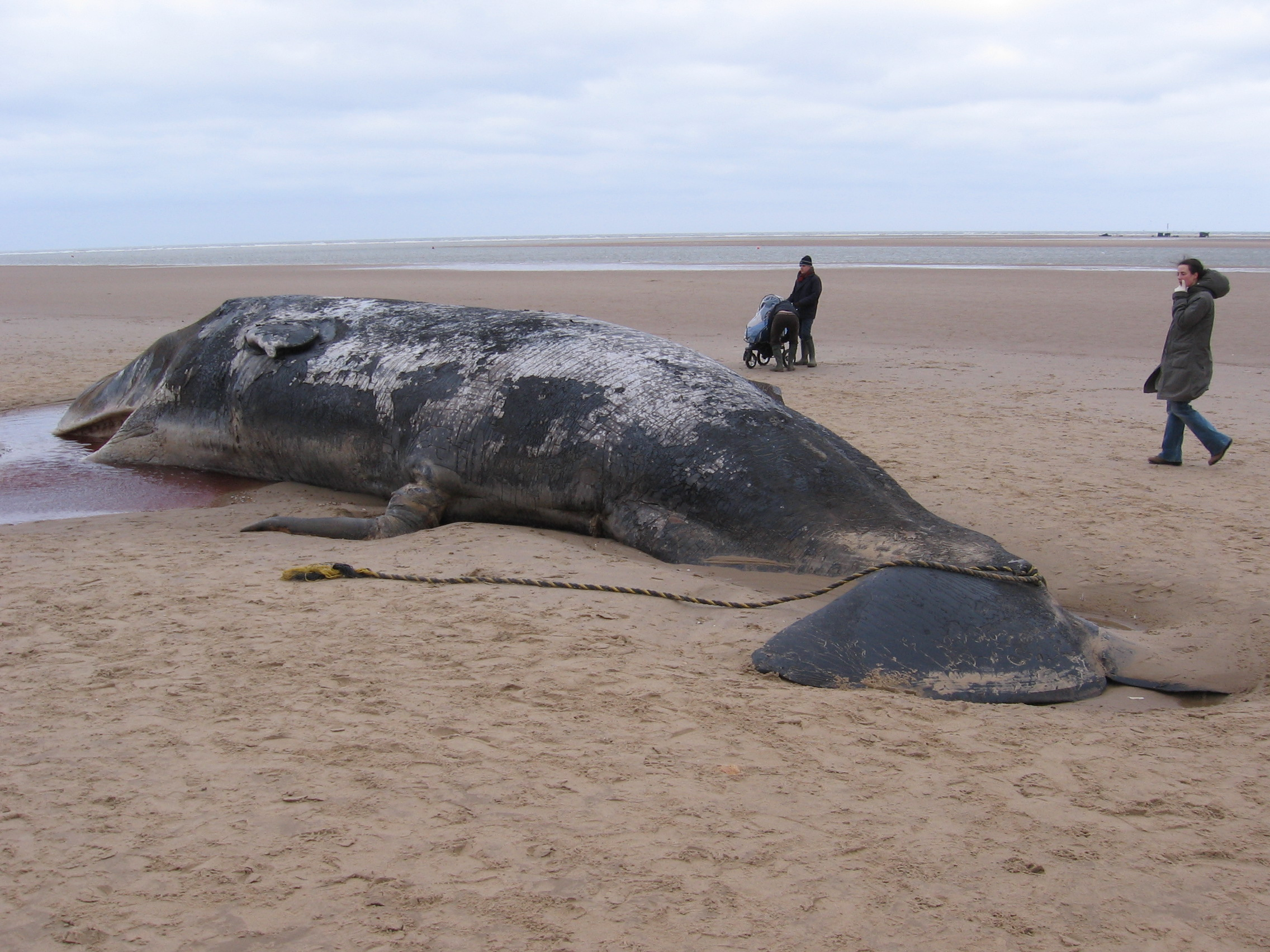
Gestrandeter Pottwal an der britischen Nordseeküste

Im Jahr 2018 wurden in einer Publikation zwei Sonnenstürme für die Strandung von 29 männlichen Pottwalen im Januar 2016 im Bereich der Nordsee verantwortlich gemacht. Diese Störung der Magnetosphäre habe die Orientierung der Wale gestört und sie in Flachwasser geleitet, in dem sie bei Ebbe gestrandet sind.
Ein erster experimentell gewonnener Hinweis auf eine Magnetosensibilität von Walen wurde im Herbst 2014 publiziert; Testtiere waren sechs Große Tümmler im Planète Sauvage, einem Zoo an der französischen Atlantikküste. In ein Becken der Tümmler wurde abwechselnd eine von zwei baugleichen und gleich schweren Tonnen gegeben, die sich nur in einem Detail unterschieden: Eine der beiden Tonnen enthielt einen starken Magneten. Beobachtet wurde, dass die Tümmler etwas schneller in Richtung der Tonne schwammen, wenn in ihr der Magnet enthalten war (nach durchschnittlich 5,7 Minuten statt nach 6,2 Minuten), ansonsten unterschieden sich die Interaktionen nicht zwischen den beiden Tonnen. Die Tümmler waren diesem Versuchsansatz zufolge also in der Lage, Objekte aufgrund ihrer magnetischen Eigenschaften voneinander zu unterscheiden. In der Fachzeitschrift Science wurde allerdings angemerkt, dass die Versuchsanordnung ein sehr starkes Magnetfeld zum Gegenstand hatte und die Interpretation der Befunde mit einer erdähnlichen magnetischen Feldstärke verifiziert werden sollte.

## Hypothesen zum „Sitz“ des Magnetsinns
Der „Sitz“ des Magnetsinns ist bis heute bei keiner der bislang untersuchten Tierarten mit absoluter Sicherheit nachgewiesen worden. Zwar gibt es experimentelle Befunde, die zum Beispiel bei Zugvögeln auf Auge und Oberschnabel verweisen, jedoch ist es auch bei diesen, seit Jahrzehnten besonders intensiv erforschten Arten noch nicht gelungen, die Erregungsleitung zwischen den vermuteten Rezeptorzellen und dem Gehirn lückenlos zu verfolgen und zu dokumentieren.

### Bei Zugvögeln und Haustauben

#### Cryptochrom-basierte Magnetorezeption

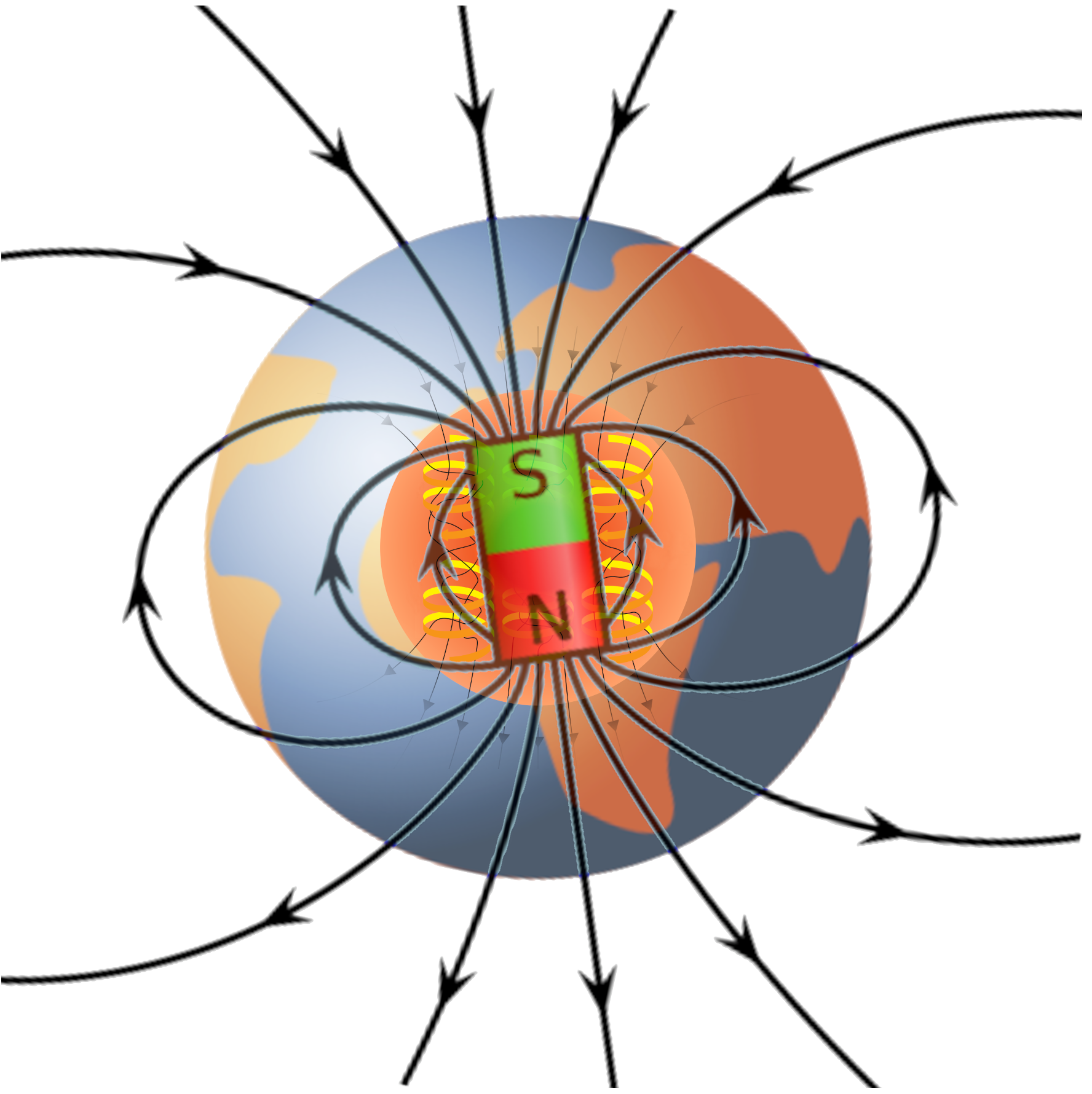
Die Feldlinien des Erdmagnetfelds (vereinfachte Darstellung)

Von einem technischen Magnetkompass wird die Nord-Süd-Richtung angezeigt, weil sich seine Nadel in Richtung des Erdmagnetfelds ausrichtet und dessen Feldlinien in weiten Bereichen der Erde ungefähr in geographischer Nord-Süd-Richtung verlaufen. Seit 1972 ist jedoch aufgrund der Forschung von Wolfgang Wiltschko und Roswitha Wiltschko allgemein akzeptiert, dass Zugvögel sich nicht in gleicher Weise an der Polarität des irdischen Magnetfelds orientieren, sondern an der Inklination, also am Neigungswinkel der Feldlinien relativ zur Erdoberfläche: Bildhaft formuliert dringen die Feldlinien im Norden in steilem Winkel in die Erde ein, am Äquator verlaufen sie hingegen parallel zur Erdoberfläche. Die Vögel unterscheiden folglich „polwärts“ von „äquatorwärts“. Zusätzlich hatten Wiltschko & Wiltschko 1978 identische Orientierungsleistungen an Haustauben nachgewiesen und 1981 zudem frühere Vermutungen, dass der Magnetsinn bei diesen Vögeln lichtabhängig ist, in einem Experiment bestätigt: Haustauben, die in völliger Dunkelheit von ihrem Heimatort an einen entfernten Ort verbracht wurden, flogen nach dem Freilassen zunächst in ähnlicher Weise völlig desorientiert umher als habe man sie beim Transport einem störenden Magnetfeld ausgesetzt. Studien an Teichrohrsängern erbrachten Anhaltspunkte dafür dass der „Inklinationskompass“ auch dazu beitragen kann, eine verlässliche Ost-West-Flugrichtung zu ermöglichen und dass ein bestimmter Neigungswinkel als eine Art Stoppschild fungiert, weswegen es den zurückkehrenden Zugvögeln gelingt, an ihren Zielort zu gelangen.
Eine mögliche Erklärung für das Zusammenspiel von Magnetsinn und visueller Wahrnehmung legte im Jahr 2000 der deutsche Biophysiker Thorsten Ritz aus der Arbeitsgruppe von Klaus Schulten vor, genannt „Radikalpaar-Modell“ (radical pair model), in dem Ritz insbesondere auf theoretische Überlegungen und Experimente seines Doktorvaters Schulten zurückgriff. Diesem Modell zufolge besteht der Magnetrezeptor aus einem Molekül, bei dem es unter dem Einfluss des Erdmagnetfelds – angeregt durch Photonen – zur Übertragung eines Elektrons von einem Teil des Moleküls zu einem anderen kommt, wodurch ein sehr kurzlebiges, so genanntes Radikalpaar mit zwei freien Elektronen entsteht. Je nach dem Drehimpuls dieser freien Elektronen wechseln die angeregten Moleküle ständig zwischen zwei quantenmechanisch möglichen Zuständen (Singulett- oder Triplett-Zustand). Nach dem Zerfall des Radikalpaares können sich Moleküle mit unterschiedlichen Eigenschaften bilden, je nachdem, in welchem Zustand sich dieses Paar zuletzt befand. Dieser Endzustand hängt dem Modell zufolge aber von dem Neigungswinkel der Feldlinien ab: Wenn die Magnetfeldlinien ausgeprägt senkrecht auf das Radikalpaar treffen, entsteht ein anderes Verhältnis der beiden chemischen Endprodukte zueinander, als wenn die Magnetfeldlinien relativ flach auf das Radikalpaar treffen. Im Ergebnis wird diesem Modell zufolge eine physikalische Gegebenheit (das örtliche Magnetfeld) in eine chemische Gegebenheit „übersetzt“ und so ein wesentlicher Schritt zur Wahrnehmung mit Hilfe eines spezialisierten Sinnesorgans zurückgelegt.
Cryptochrom 1
Bereits im Jahr 2000 war vom Autor der Radikalpaar-Hypothese auf die Cryptochrome als mutmaßlich verantwortliche Moleküle für das Zusammenspiel von Magnetsinn und visueller Wahrnehmung verwiesen worden. Vier Jahre später wurde von Henrik Mouritsen am Beispiel von Gartengrasmücken publiziert, dass Zugvögel in ihrer Netzhaut eine Variante von Cryptochrom 1 – Cryptochrom 1a – besitzen, die im Cytosol spezieller Ganglien-Zellen gehäuft vorkommt; zudem sind diese Zellen bei Gartengrasmücken hochgradig aktiv, wenn die Vögel sich nachts im Magnetfeld der Erde orientieren. Ferner wurde nachgewiesen, dass bei nicht ziehenden Zebrafinken nachts keinerlei Cryptochrom 1 in der Netzhaut nachweisbar ist. Vertiefende Experimente wurden im 2009 dahingehend interpretiert, dass die Cryptochrom-basierte Dynamik der Singulett-Triplett-Wechsel bei Zugvögeln relativ langlebig ist und deren Cryptochrom auch weitere Eigenschaften aufweist, die es besonders geeignet erscheinen lassen für die Richtungsfindung im Erdmagnetfeld. Hierzu gehört auch, dass Cryptochrom 1 auf blau-grünes Licht anspricht und die getesteten Rotkehlchen sich nur bei Licht zwischen rund 400 (blau) und 550 Nanometer (grün) im Erdmagnetfeld orientieren. Ergänzende Untersuchungen wiesen Cryptochrom 1a auch in UV-sensiblen Zapfen der Netzhaut nach. Diese Publikationen und auch die Befunde weiterer Studien verweisen auf die Augen – genauer: auf die Netzhaut – als „Sitz“ des Magnetsinns von Zugvögeln und könnten bedeuten, dass die Tiere den Verlauf des Erdmagnetfelds „sehen“.
Cryptochrome 4
2018 wurde von der Arbeitsgruppe Mouritsen auch Cryptochrome 4 als mutmaßlich verantwortliches Molekül für das Zusammenspiel von Magnetsinn und visueller Wahrnehmung vorgestellt. An Zellkulturen wurde von zwei Forschern der Universität Tokio laut einer Anfang 2021 publizierten Studie erstmals der direkte Nachweis geführt, dass ein Magnetfeld, wie vom Radikalpaar-Modell vorhergesagt, Einfluss auf die Cryptochrome in Zellen nehmen kann. Auch Laborexperimente mit künstlich hergestelltem Cryptochrom 4, dessen genetischer Code in Rotkehlchen zuvor entschlüsselt worden war, bestätigten, dass Cryptochrom 4 empfindlich auf Magnetfelder reagiert.
Für Irritationen hatte eine Zeitlang gesorgt, dass laut Experimenten von Wiltschko & Wiltschko aus den Jahren vor 2002 – und auch danach – die Orientierung von Rotkehlchen am Magnetfeld nur gelingt, wenn ihr rechtes Auge nicht abgeklebt ist, während bei abgeklebtem linken Auge keine Behinderung nachweisbar war; dies schien auf eine ausgeprägte Lateralisation der Magnetorezeption hinzuweisen. 2011 hatten Forscher aus Oldenburg diesen Befunden widersprochen und beiden Augen die Fähigkeit zur Magnetorezeption zugeschrieben. Ein Jahr später wurde der Widerspruch durch ergänzende Experimente der Arbeitsgruppe Wiltschko aufgelöst: Jungvögel auf ihrem ersten Weg nach Süden können sich noch mit beiden Augen am Erdmagnetfeld orientieren. „Im darauf folgenden Frühling ist die Fähigkeit schon auf das rechte Auge verlagert, aber noch flexibel. Nachdem das rechte Auge für sechs Stunden abgedeckt wurde, war der Kompass im linken Auge wieder aktiv. Beim nächsten Vogelzug im Herbst ist die Lateralisation dagegen schon stärker auf das rechte Auge und damit die linke Hirnhälfte fixiert. Dies interpretieren die Forscher als einen Reifungsprozess“: Die Areale der rechten Gehirnhälfte würden so für andere Aufgaben frei, wobei die Lateralisation bei Jungtieren noch durch Umwelteinflüsse beeinflussbar ist. Nachgewiesen wurde ferner, dass das rechte Auge nur dann die Orientierung im Erdmagnetfeld ermöglicht, wenn es in der Lage ist, Konturen zu erkennen. Wurden 70 Prozent des potentiell ins Auge fallenden Lichts weggefiltert, war der Magnetsinn der getesteten Rotkehlchen nicht mehr nachweisbar. Wurde der Lichteinfall beim linken Auge reduziert, hatte das keine Auswirkungen auf den Magnetsinn.
2024 wurde die Theorie, der Magnetsinn der Vögel beruhe auf dem Protein Cryptochrom 4, durch eine evolutionsbiologische Studie gestützt. Für diese Studie wurden die Cryptochrom-4-Gene von 363 Vogelarten verglichen und zudem bei allen Arten auch die Gene für die beiden verwandten Cryptochrome Cry1 und Cry2. Die Analysen ergaben, dass die Gene der zum Vergleich herangezogenen Cry1 und Cry2 bei allen Vogelarten sehr ähnlich gebaut sind und sich folglich im Verlauf der Evolution kaum verändert haben. Cryptochrom 4 hingegen erwies sich als sehr variabel: Dies deutet laut der Zoologin Miriam Liedvogel darauf hin, „dass das Protein für die Anpassung an spezifische Umweltbedingungen wichtig ist.“ Diese Spezialisierung könne der Magnetsinn sein, denn ein ähnliches Muster habe man auch bei anderen Sinnesproteinen beobachtet, etwa bei lichtempfindlichen Pigmenten im Auge.

#### Eisenmineral-basierte Magnetorezeption

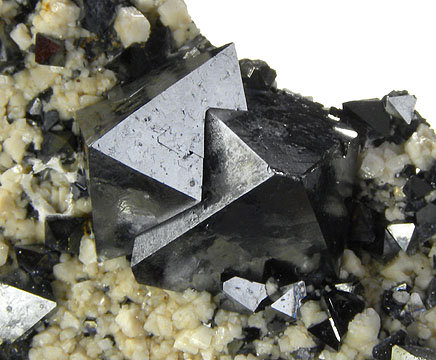
Zur Veranschaulichung:
Magnetit aus einer Erzlagerstätte
(18 Millimeter Durchmesser)

1975 wurde erstmals die Ausrichtung eines Lebewesens – eines Bakteriums – im Erdmagnetfeld beschrieben und dieses Verhalten auf magnetische Kristalle in seinem Innerem zurückgeführt. Diese Beobachtungen hatten umgehend Spekulationen zur Folge, das Mineral Magnetit (Fe3O4) könne auch bei der Orientierung von Tieren eine Rolle spielen. Tatsächlich wurde Magnetit in den folgenden Jahren bei zahlreichen Tierarten aus zahlreichen Phyla und in unterschiedlichen Bereichen des Körpers nachgewiesen, bei Vögeln vor allem im Bereich der Augenhöhlen und der Nasengänge. Besondere Aufmerksamkeit erregten in den Jahren 2000 und 2001 Studien an Haustauben, bei denen in der Haut des Oberschnabels Anhäufungen von sehr kleinen Kristallen beschrieben wurden, die sich mit Hilfe kristallographischer Methoden als superparamagnetisch erwiesen und vom Trigeminus innerviert werden. Ein zweites – wie Wiltschko & Wiltschko – in Frankfurt am Main ansässige Biologenpaar, Gerta und Günther Fleissner, kam in Kooperation mit Geophysikern der Universität München nach der von ihnen entdeckten Koppelung von Magnetit und Trigeminus-Nerv zu dem Schluss, dass die Magnetit enthaltenden Strukturen des Oberschnabels von Haustauben als Magnetrezeptor fungieren könnten. In Kooperation mit dem Experimentalphysiker Gerald Falkenberg  vom Hamburger Synchrotronstrahlungslabor (HASYLAB) am Deutschen Elektronen-Synchrotron wurde das Fleissnersche Schnabelorgan 2010 auch bei Zugvögeln – Rotkehlchen und Grasmücken – sowie bei Haushühnern nachgewiesen und seine Funktion im Sinne eines biologischen Magnetometers interpretiert: Die Strukturen im Oberschnabel der Vögel vermögen demnach die örtlich unterschiedliche Feldstärke des Erdmagnetfelds zu messen und so zum Erzeugen einer „geomagnetischen Landkarte“ beizutragen, während die lichtabhängigen Zellen im Auge die Ausrichtung des Erdmagnetfelds detektieren. Forscher der Arbeitsgruppe Neurosensorik an der Universität Oldenburg bestätigten im gleichen Jahr die Befunde mit Hilfe neurobiologischer Messungen und berichteten, dass im Oberschnabel befindliche eisenmineralhaltige Kristallstrukturen über Nervenbahnen mit dem Hirnstamm verbunden sind. Als diese Nervenbahnen beim Rotkehlchen im Experiment blockiert wurden, hatte das unter Lichteinfluss keine Auswirkungen auf die Funktionsfähigkeit des „Magnetkompass' im Auge“, wohl aber sind die Tiere bei völliger Dunkelheit orientierungslos, wenn zusätzlich der Oberschnabel betäubt wird.

#### Elektromagnetische Induktion im Innenohr
Eine österreichische Arbeitsgruppe berichtete 2019 über mögliche Hinweise darauf, dass Magnetfelder im Wege der elektromagnetischen Induktion im Innenohr von Tauben die Durchlässigkeit bestimmter Calcium-Kanäle in den Haarzellen verändern und dies dazu beitragen könnte, das Erdmagnetfeld wahrzunehmen.

### Bei anderen Tierarten
Bei der Mehrzahl der über 50 Tierarten, für die verhaltensrelevante Reaktionen auf Veränderungen des natürlichen oder eines künstlichen Magnetfelds belegt wurden, ist bislang unbekannt, auf welchem Wege die Wahrnehmung des Magnetfelds erfolgt. Zwar wurde bei zahlreichen Tierarten Magnetit nachgewiesen, und es gibt Nachweise von Cryptochrom 1 selbst bei zahlreichen Säugetieren, aber die Verbindung zwischen potentiellen Rezeptoren und dem Gehirn ist bei den einzelnen Arten weitgehend unerforscht. Zudem ist der Nachweis dieser physiologischen Marker allenfalls eine notwendige, nicht aber eine hinreichende Voraussetzung dafür, dass die betreffenden Tiere tatsächlich einen Magnetsinn besitzen.
Eine Ausnahme ist die Amerikanische Großschabe, deren Orientierung im Magnetfeld in einem Laborexperiment als dem Radikalpaar-Modell entsprechend und vergleichbar mit jenem der Zugvögel gedeutet wurde. Bei den Lachsfischen wiederum gibt es Hinweise, dass sie über eine magnetit-basierte Magnetorezeption im Bereich  ihrer Nasen verfügen.

## Auswirkungen von „Elektrosmog“
Bei zahlreichen Tierarten gelang der Nachweis ihres Magnetsinns, weil ihre Orientierung im Erdmagnetfeld durch ein künstliches Magnetfeld gestört wurde. Daher war die Frage naheliegend, ob menschengemachte elektromagnetische Felder – „Elektrosmog“ – zum Beispiel von Hochspannungsleitungen Zugvögel auf ihren Strecken zwischen Winter- und Sommerquartieren irritieren können oder einen anderweitigen Einfluss auf das Verhalten von Tieren haben. Ein 2005 veröffentlichter Review-Artikel konnte jedoch keine sicheren Befunde für schädliche Effekte berichten. Im Gegenteil, der Reproduktionserfolg von Fischadlern hatte sich beispielsweise sowohl in den USA als auch in Deutschland verbessert, weil ein erheblicher Anteil  der Brutpaare – in Deutschland drei von vier Paaren – auf Hochspannungsmasten brütete.
Den 2008 publizierten Beobachtungen bei Rindern und Hirschen zufolge scheinen Hochspannungsleitungen jedoch das Verhalten zumindest dieser Tiere zu beeinflussen; die damalige Studie wurde aber bislang von keiner anderen Expertengruppe anhand neuerer Daten verifiziert.
Verhaltensstudien von Oldenburger Biologen aus der Arbeitsgruppe von Henrik Mouritsen an Rotkehlchen ergaben 2014, dass der Magnetsinn dieser Tiere offenbar durch Radiowellen im Frequenzbereich zwischen 50 kHz bis 5 MHz gestört werden kann. Offen blieb allerdings, warum dieser Effekt in der Stadt Oldenburg beobachtet wurde, nicht aber auch in der Stadt Frankfurt am Main, wo – im dicht besiedelten, zentral gelegenen Westend – schon Jahrzehnte zuvor Rotkehlchen und Haustauben im Magnetfeld getestet worden waren.
2022 ergaben Verhaltensexperimente mit Mönchsgrasmücken, dass deren Magnetsinn durch Frequenzen zwischen 75 und 85 Megahertz gestört werden kann. Ergänzende Studien ergaben, dass nur Frequenzen zwischen 80 und 145 Megahertz sich bei Mönchsgrasmücken derart störend auswirken. Diese Messungen stehen den Studienleitern zufolge in Einklang mit theoretischen Überlegungen und Modellrechnungen, denen zufolge der Magnetsinn mit dem quantenmechanischen Radikalpaar-Modell zu erklären ist.

## Umstrittene Befunde

### Rinder und Hirsche
Im Jahr 2008 gelangten Forscher der Universität Duisburg-Essen um Hynek Burda zu der Ansicht, dass auch Rinder und Hirsche über einen Magnetsinn verfügen. Sie werteten Bilder von Google Earth aus, welche Rinderherden zeigten – 8510 Tiere in 308 Herden. Ermittelt wurde, dass zwei Drittel der Tiere beim Grasen oder Ruhen in Nord-Süd-Richtung standen oder lagen. Angeregt durch diese Auswertung vermaßen tschechische Forscher im Nationalpark Böhmerwald die Körperachsenausrichtung von Reh- und Rotwild während des Schlafens; auch bei diesen Tieren – 2974 Individuen an 241 Orten – wurden Hinweise auf eine Bevorzugung der Nord-Süd-Ausrichtung gefunden. Die Auswertung der Daten ergab ferner, dass diese Richtungspräferenz in der Nähe von Hochspannungsleitungen nicht nachweisbar war. Eine 2011 veröffentlichte Arbeit mit einer deutlich kleineren Datenbasis (3412 Rinder in 232 Herden) konnte hingegen keine Abhängigkeit der Ausrichtung der Tiere vom Erdmagnetfeld feststellen. Die Forscher um Lukas Jelinek von der Technischen Universität Prag deuteten die Ergebnisse der vorgehenden Arbeit daher als Fehler in der Datenauswertung. In einer Erwiderung auf diese Vorhaltungen kritisierten die Forscher der 2008 publizierten Studie massiv die statistische Analyse von Jelinek et al.: Bei der Hälfte der von Jelinek et al. herangezogenen Rinder könne man die Ausrichtung der Körper nicht hinreichend genau erkennen, weil die Bilder zu unscharf seien oder aus steilen Hanglagen stammten oder weil sie in der Nähe von Hochspannungsleitungen aufgenommen wurden. Schließe man die Rinder auf diesen ungeeigneten Bildern von der Analyse aus, ergebe eine Reanalyse der Daten von Jelinek et al. eine Bestätigung der 2008 publizierten Befunde – eine Kritik, die von Jelinek et al. wiederum zurückgewiesen wurde.
In einer kommentierten Einordnung der Auseinandersetzung zitierte die Fachzeitschrift Nature den Biologen Sönke Johnsen von der Duke University, der unter anderem die geomagnetische Orientierung von Meeresschildkröten erforscht, mit den Worten, dass tatsächlich einige der Bilder nicht hätten ausgewertet werden dürfen und dass die 2008 berichteten Befunde, „obwohl rätselhaft, weiterhin Bestand haben.“

### Experimente am Menschen
Ob auch der Mensch das Magnetfeld der Erde wahrnehmen und zur Richtungsbestimmung bei Ortsveränderungen nutzen kann, wurde bisher kaum erforscht. Die Aussagekraft der veröffentlichten Studien, die einen Magnetsinn beim Menschen bejahen, ist zudem umstritten, da sie aus einer einzigen Arbeitsgruppe stammen.
Ende der 1970er-Jahre hatte Robin Baker an der Universität Manchester mit Experimenten begonnen, bei denen Versuchspersonen zunächst in einem Auto mit verbundenen Augen kreuz und quer umhergefahren und schließlich aufgefordert worden waren, zum Ausgangspunkt der Irrfahrt zu deuten. Seiner Publikation zufolge konnten die Versuchspersonen signifikant korrekter die Richtung weisen als Kontrollpersonen, denen man einen Stabmagneten am Hinterkopf befestigt hatte. Diese Testanordnung wurde umgehend von mehreren Arbeitsgruppen wiederholt, jedoch konnten die Ergebnisse andernorts nicht reproduziert werden. Robin Baker hingegen variierte seine Vorgehensweise, indem er Versuchspersonen beispielsweise mit verbundenen Augen und auf verschlungenen Wegen durch Wälder führen und sie danach die Richtung nach Norden weisen ließ. Ferner wurden Versuchspersonen mit verbundenen Augen auf Drehstühle gesetzt, unregelmäßig nach links und rechts gedreht und nach einem abrupten Stopp gefragt, in welche Richtung ihr Gesicht schaut. Während Baker zwar ziemlich ungenaue, gleichwohl aber signifikant korrekte Richtungsweisungen nachzuweisen behauptete, konnten auch diese Ergebnisse von anderen Forschergruppen nicht bestätigt werden. Ob der Mensch eine zumindest schwach ausgeprägte Fähigkeit besitzt, das Magnetfeld der Erde für sein Orientierungsverhalten zu nutzen, ist nach Auffassung von Experten eine Frage, die erst nach weiteren Experimenten beantwortet werden kann.
Forscher des California Institute of Technology berichteten im Jahr 2019, dass das Gehirn einiger Testpersonen veränderte Alpha-Wellen mit geringerer Amplitude aufwies, wenn sie einem rotierenden Magnetfeld, dessen Intensität dem natürlichen entsprach, ausgesetzt waren. Diese Beobachtungen stehen möglicherweise in Zusammenhang mit Befunden, die 2018 von Forschern der Ludwig-Maximilians-Universität München publiziert wurden. Sie untersuchten 822 Proben aus insgesamt sieben Gehirnen verstorbener Personen und fanden im Kleinhirn und im Hirnstamm besonders häufig Magnetit-Kristalle. Ob die Befunde mit einem möglichen Magnetsinn des Menschen in Zusammenhang stehen, wurde von beiden Forschergruppen nicht erörtert.

## Bakterien

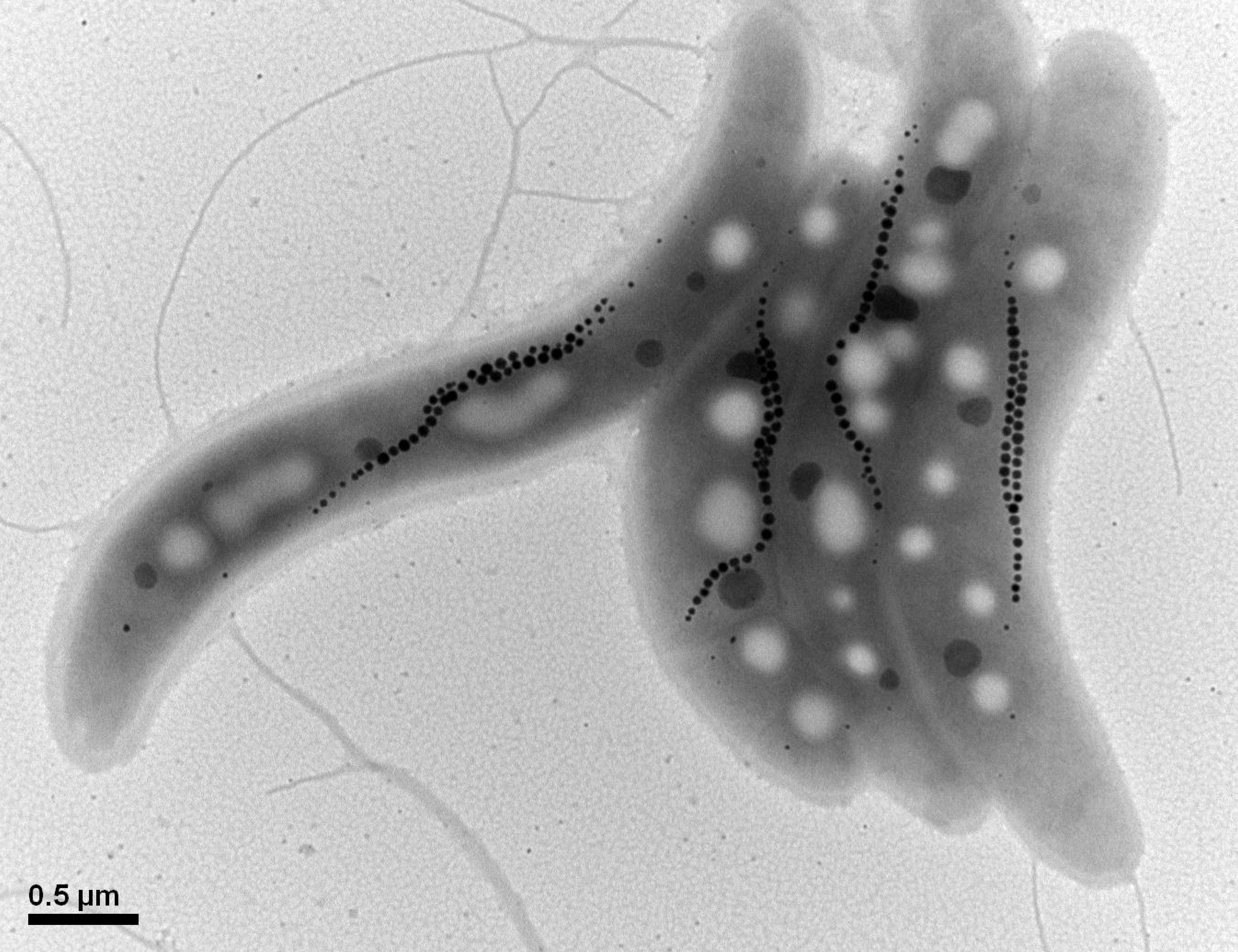
Magnetospirillum gryphiswaldense mit Magnetosomen

Auch viele Bakterien können das Magnetfeld der Erde zur Richtungsfindung nutzen. Dieses Verhalten wurde 1975 erstmals von Richard P. Blakemore in Science beschrieben und als Magnetotaxis benannt. Zuvor hatte der italienische Arzt Salvatore Bellini zwar bereits 1958 am Institut für Mikrobiologie der Universität Padua die – wie er es nannte – Magnetosensitiviät von Bakterien entdeckt und 1963 in zwei Entwürfen für Fachpublikationen beschrieben, deren Veröffentlichung war ihm jedoch von seiner Fakultät nicht gestattet worden.
Magnetosensitive Bakterien sind eine heterogene Gruppe von gramnegativen Einzellern, die sich entlang der geomagnetischen Feldlinien ausrichten und fortbewegen können. Diese Fähigkeit verdanken sie speziellen Organellen in ihrem Inneren, den Magnetosomen – zumeist nanometer-große, an Zellmembranen gebundene Kristalle der ferromagnetischen Mineralien Magnetit (Fe3O4) oder Greigerit (Fe3S4, selten), die in Ketten angeordnet sind. Deren magnetisches Moment bewirkt, dass die Bakterien – sowohl lebendige als auch tote – rotieren und sich parallel zu den Feldlinien und auf der Nordhalbkugel mit dem Vorderende nach Norden anordnen. Die meisten magnetosensitiven Bakterien leben anaerobisch oder mikroaerobisch am Boden von Gewässern. Sie wurden 1975 in den USA in Wasserproben entdeckt, was den evolutiven Nutzen ihrer „Ausrichtung nach Norden“ unmittelbar einleuchtend macht: Werden diese Bakterien vom Grund in höhere, sauerstoffhaltigere Gewässerschichten verdriftet, dann leitet sie die auf der Nordhalbkugel nach unten weisende Inklination verlässlich nach unten in Richtung Sediment. Die Orientierung im Magnetfeld ist für sehr kleine Organismen folglich eine Alternative zur ihnen nicht möglichen Orientierung am Schwerefeld. Von der Südhalbkugel wurden 1980 die ersten Bakterien mit umgekehrter Polarität – die Vorderseite nach Süden ausgerichtet – beschrieben.
Die Magnetotaxis der Bakterien stellt folglich einen Grenzfall im Zusammenhang mit einem „Magnetsinn“ dar, denn die Orientierung im Magnetfeld ist bei diesen Bakterien kein aktives Navigieren, sondern ein passiver Vorgang, verursacht durch den auf die magnetischen Partikel einwirkenden Erdmagnetismus; nur die Fortbewegung entlang der Feldlinien ist ein aktiver Prozess. Gleichwohl entspricht das Ergebnis letztlich dem Orientierungs- und Heimfindeverhalten der Tiere. Analysen von marinen Sedimenten haben zudem ergeben, dass bereits sehr frühe Vorfahren der heute lebenden Bakterien Magnetosomen und die Fähigkeit zur Biomineralisation besaßen. Als gesichert gelten 700 Millionen Jahre alte Funde aus Südafrika, jedoch wird vermutet, dass die Magnetotaxis anaerober Bakterien bereits wesentlich früher in der Erdgeschichte entstanden ist – womöglich bereits im Archaikum vor mehr als zwei Milliarden Jahren.
Im Jahr 2014 wurde bekannt, dass die Übertragung von 30 Genen des magnetotaxischen Bakteriums Magnetospirillum gryphiswaldense auf das Photosynthese betreibende, nicht magnetotaxische Bakterium Rhodospirillum rubrum zur Folge hatte, dass Rhodospirillum rubrum Ketten magnetischer Kristalle bildete, die denjenigen von Magnetospirillum gryphiswaldense entsprechen und sich wie bei diesem im Erdmagnetfeld ausrichten.

## Pflanzen
Bereits in den 1920er-Jahren wurden erste Experimente zum Wachstum von Pflanzen unter dem Einfluss statischer magnetischer Kraftfelder vorgenommen und Einflüsse auf das Wachstum der Primärblätter von gekeimten Weizen-Samen berichtet. Zurückgeführt wurden die beobachteten Phänomene auf magnetisch beeinflussbare Rotationsbewegungen des Zellplasmas. In den 1960er-Jahren wurden diese frühen Experimente wieder aufgegriffen und Hinweise darauf gefunden, „daß die Samen mancher Gräserarten besser keimten, wenn sie parallel zum Erdmagnetfeld ausgerichtet waren. Ähnliches fand man beim Wurzelwachstum des Weizens, nicht aber demjenigen des Roggens.“ Eine systematische Übersichtsarbeit kam im Dezember 2005 zu dem Schluss, dass die Befunde widersprüchlich seien und dass unerklärt bleibe, wozu die Wahrnehmung magnetischer Felder bei Pflanzen nutze sein könne. Eine zweite Übersichtsarbeit kam 2014 zu einer ähnlichen Schlussfolgerung. Vermutet wird, dass Cryptochrome auch in Pflanzen an der Rezeption von Magnetfeldern beteiligt sind: Cryptochrome absorbieren den blauen Anteil des Sonnenlichts und wirken unter anderem auf das Wachstum von Pflanzen ein. In Experimenten wurde bei der Acker-Schmalwand (Arabidopsis thaliana) beispielsweise nachgewiesen, dass ihr Hypokotyl-Wachstum durch ein starkes Magnetfeld verringert werden kann, nicht jedoch bei Arabidopsis-Mutanten ohne funktionstüchtiges Chryptochrom.

## Belege
1. ↑  Roswitha Wiltschko und Wolfgang Wiltschko: Magnetic Orientation in Animals. Springer Verlag, Heidelberg 1995, S. 44.
2. ↑  Charles Darwin: Über den Instinkt. In: G. John Romanes: Die geistige Entwicklung im Tierreich. Nebst einer nachgelassenen Arbeit: ‚Über den Instinkt‘ von Charles Darwin. Ernst Günthers Verlag, Leipzig 1885 (Volltext bei archive.org, hier S. 396).
3. ↑  Hans Georg Fromme: Untersuchungen über das Orientierungsvermögen nächtlich ziehender Kleinvögel (Erithacus rubecula, Sylvia communis). In: Zeitschrift für Tierpsychologie. Band 18, Nr. 2, 1961, S. 205–220, doi:10.1111/j.1439-0310.1961.tb00228.x.
4. ↑  Gustav Kramer: Über Richtungstendenzen bei der nächtlichen Zugunruhe gekäfigter Vögel. In: Ernst Mayr und Ernst Schüz (Hrsg.): Ornithologie als biologische Wissenschaft: 28 Beiträge als Festschrift zum 60. Geburtstag von Erwin Stresemann. Carl Winter Universitätsverlag, Heidelberg 1949, S. 269–283, ISBN 978-3-533-01286-3.
5. ↑  Gustav Kramer: Orientierte Zugaktivität gekäfigter Singvögel. In: Naturwissenschaften. Band 37, Nr. 8, 1950, S. 188–188, doi:10.1007/BF00638884.
6. ↑  Albert Daanje: Heimfindeversuche und Erdmagnetismus. In: Vogelzug. Band 12, 1941, S. 15–17.
7. ↑  Alexander Theodor von Middendorff: Die Isepiptesen Russlands. Grundlagen zur Erforschung der Zugzeiten und Zugrichtungen der Vögel Russlands. Buchdruckerei der Kaiserlichen Akademie der Wissenschaften, St. Petersburg, 1855. Zugleich erschienen in: Mémoires de l'Académie des Sciences de St.-Pétersbourg. VI. Série, Sciences naturelles. T. VIII, S. 1–143 (hier: S. 9).
8. ↑  Friedrich Wilhelm Merkel: Untersuchungen über tages- und jahresperiodische Änderungen im Energiehaushalt gekäfigter Zugvögel. In: Zeitschrift für vergleichende Physiologie. Band 41, Nr. 2, 1958, S. 154–178, doi:10.1007/BF00345584.
9. ↑  Friedrich Wilhelm Merkel und Hans Georg Fromme: Untersuchungen über das Orientierungsvermögen nächtlich ziehender Rotkehlchen, Erithacus rubecula. In: Naturwissenschaften. Band 45, Nr. 20, 1958, S. 499–500, doi:10.1007/BF00635576.
10. ↑  Reinhard Wandtner: Kompass im Auge. In: Frankfurter Allgemeine Zeitung Nr. 195 vom 21. August 2008, S. 45.
11. ↑  Verhaltensbiologie heute: (1) Das Navi der Vögel. Audio mit Wolfgang Wiltschko auf: lernarchiv.bildung.hessen.de, zuletzt abgerufen am 19. April 2022.
12. ↑  Pioniere der Orientierungsforschung. Biowissenschaftler Roswitha und Wolfgang Wiltschko zu Ehrenmitgliedern des Royal Institute of Navigation ernannt. Auf: idw.de vom 30. Juli 2009.
13. ↑  Wolfgang Wiltschko, Friedrich Wilhelm Merkel: Orientierung zugunruhiger Rotkehlchen im statischen Magnetfeld. In: Verhandlungen der Deutschen Zoologischen Gesellschaft. Band 59, 1966, S. 362–367.
14. ↑  Wolfgang Wiltschko und Friedrich Wilhelm Merkel: Zugorientierung von Dorngrasmücken (Sylvia communis). In: Vogelwarte. Band 26, 1971, S. 245–249.
15. ↑  Roswitha Wiltschko und Wolfgang Wiltschko: Relative importance of stars and magnetic field for the accuracy of orientation in night-migrating birds. In: Oikos. Band 30, 1978, S. 195–206.
16. ↑  Charles Walcott und Robert P. Green: Orientation of Homing Pigeons Altered by a Change in the Direction of an Applied Magnetic Field. In: Science. Band 184, Nr. 4133, 1974, S. 180–182, doi:10.1126/science.184.4133.180
17. 1 2  Wolfgang Wiltschko und Roswitha Wiltschko: Magnetic compass of European robins. In: Science. Band 176, 1972, S. 62–64, doi:10.1126/science.176.4030.62.
18. ↑  Kiminori Maeda et al.: Chemical compass model of avian magnetoreception. In: Nature. Band 453, 2008, S. 387–390, doi:10.1038/nature06834.
19. ↑  Eine umfassende Übersicht mit zahlreichen weiterführenden Literaturhinweisen geben Roswitha Wiltschko und Wolfgang Wiltschko: Magnetic orientation in animals. Springer Verlag, 1995, S. 57–90.
20. ↑  Andrés Vidal-Gadea et al.: Magnetosensitive neurons mediate geomagnetic orientation in Caenorhabditis elegans. In: eLife. 2015, doi:10.7554/eLife.07493, Volltext (PDF).
21. ↑  Reinhard Wandtner: Ein Sinn für den Alltag. In: Frankfurter Allgemeine Zeitung Nr. 152 vom 4. Juli 2007, S. 32.
22. ↑  Nathan F. Putman: Animal Navigation: Seabirds Home to a Moving Magnetic Target. In: Current Biology. Band 30, Nr. 14, 2020, PR802-R804, doi:10.1016/j.cub.2020.05.061.
23. ↑  Wolfgang Wiltschko und Roswitha Wiltschko: Conditioning to magnetic directions. In: NeureReport. Band 18, Nr. 10, 2007, S. 949–950, doi:10.1097/WNR.0b013e32818b2a38.
24. ↑  Rafael Freire, Ursula H. Munro, Lesley J. Rogers, Roswitha Wiltschko und Wolfgang Wiltschko: Chickens orient using a magnetic compass. In: Current Biology. Band 15, 2005, R620–R621, doi:10.1016/j.cub.2005.08.017, Volltext.
25. ↑  Chickens orient using a magnetic compass. Auf: eurekalert.org vom 22. August 2005.
26. ↑  Wolfgang Wiltschko, Rafael Freire, Ursula Munro et al.: The magnetic compass of domestic chickens, Gallus gallus. In: Journal of Experimental Biology. Band 210, 2007, S. 2300–2310, doi:10.1242/jeb.004853. 
 Auch Hühner orientieren sich am Magnetfeld der Erde. Auf: idw-online.de vom 3. Juli 2007.
27. ↑  Joe Voss, Nina Keary und Hans-Joachim Bischof: The use of the geomagnetic field for short distance orientation in zebra finches. In: NeureReport. Band 18, Nr. 10, 2007, S. 1053–1057, doi:10.1097/WNR.0b013e32818b2a21.
28. ↑  Nina Keary, Tim Ruploh, Joe Voss et al.: Oscillating magnetic field disrupts magnetic orientation in Zebra finches, Taeniopygia guttata. In: Frontiers in Zoology. Band 6, Artikel-Nr. 25, 2009, doi:10.1186/1742-9994-6-25.
29. ↑  Atticus Pinzon-Rodriguez und Rachel Muheim: Zebra finches have a light-dependent magnetic compass similar to migratory birds. In: Journal of Experimental Biology. Band 220, 2017, S. 1202–1209, doi:10.1242/jeb.148098.
30. ↑  Peter Duelli und Renate Duelli-Klein: Die magnetische Nestausrichtung der australischen Kompasstermite Amitermes meridionalis. In: Mitteilungen der Schweizerischen Entomologischen Gesellschaft. Band 51, Nr. 4, 1978, S. 337–342, doi:10.5169/seals-401893.
31. ↑  Gordon Grigg et al.: The effects of buried magnets on colonies of Amitermes spp. building magnetic mounds in northern Australia. In: Physiological Entomology. Band 13, Nr. 3, 1988, S. 285–289, doi:10.1111/j.1365-3032.1988.tb00480.x.
32. ↑  Peter M. Jacklyn und Ursula Munro: Evidence for the use of magnetic cues in mound construction by the termite Amitermes meridionalis (Isoptera : Termitinae). In: Australian Journal of Zoology. Band 50, Nr. 4, 2002, S. 357–368, doi:10.1071/ZO01061.
33. ↑  Peter M. Jacklyn: „Magnetic“ termite mound surfaces are oriented to suit wind and shade conditions. In: Oecologia. Band 91, Nr. 3, 1992, S. 385–395, doi:10.1007/BF00317628.
 Gordon C. Grigg: Some Consequences of the Shape and Orientation of ‚magnetic‘ Termite Mounds. In: Australian Journal of Zoology. Band 21, Nr. 2, 1973, S. 231–237, doi: 10.1071/ZO9730231.
34. ↑  Eliane Wajnberg et al.: Magnetoreception in eusocial insects: an update. In: Journal of the Royal Society Interface. Online-Publikation vom 27. Januar 2010, doi:10.1098/rsif.2009.0526.focus.
35. ↑  J. B. Anderson und R. K. Vander Meer: Magnetic orientation in the fire ant,Solenopsis invicta. In: Naturwissenschaften. Band 80, Nr. 12, 1993, S. 568–570, doi:10.1007/BF01149274.
36. ↑  Jandira Ferreira de Oliveira et al.: Ant antennae: are they sites for magnetoreception? In: Journal of the Royal Society Interface. Band 7, Nr. 2, 2010, S. 143–152, doi:10.1098/rsif.2009.0102.
37. ↑  Matthias Wittlinger, Rüdiger Wehner und Harald Wolf: The desert ant odometer: a stride integrator that accounts for stride length and walking speed. In: Journal of Experimental Biology. Band 210, 2007, S. 198–207, doi:10.1242/jeb.02657.
38. ↑  Pauline Nikola Fleischmann, Robin Grob, Valentin Leander Müller, Rüdiger Wehner und Wolfgang Rössler: The Geomagnetic Field Is a Compass Cue in Cataglyphis Ant Navigation. In: Current Biology. Band 28, Nr. 9, S. 1440–1444 (e2), 2018, doi:10.1016/j.cub.2018.03.043.
39. ↑  Navigation mit dem sechsten Sinn. Auf:  idw-online.de vom 24. April 2018.
40. ↑  Pauline N. Fleischmann, Robin Grob und Wolfgang Rössler: Kompass im Kopf. Wie Wüstenameisen lernen heimzukehren. In: Biologie in unserer Zeit. Band 50, Nr. 2, 2020, S. 100–109, (hier: S. 107), doi:10.1002/biuz.202010699.
41. ↑  Robin Grob, Valentin L. Müller, Kornelia Grübel, Wolfgang Rössler und Pauline N. Fleischmann: Importance of magnetic information for neuronal plasticity in desert ants. In: PNAS. Band 121, Nr. 8, 2024, e2320764121, doi:10.1073/pnas.2320764121. 
 Wüstenameisen: Das Magnetfeld kalibriert das Navi. Auf: idw-online.de vom 13. Februar 2024.
42. ↑  Robin Grob et al.: Cataglyphis ants have a polarity-sensitive magnetic compass. In: Current Biology. Band 34, Nr. 24, 2024, S. 5833–5838, e2. doi:10.1016/j.cub.2024.11.012.
 Wüstenameisen nutzen Polarität des Erdmagnetfeldes zur Navigation. Auf: idw-online.de vom 9. Dezember 2024.
43. ↑  A. J. Riveros und R. B. Srygley: Do leafcutter ants, Atta colombica, orient their path-integrated home vector with a magnetic compass? In: Animal Behaviour. Band 75, Nr. 4, 2008, S. 1273–1281, doi:10.1016/j.anbehav.2007.09.030.
44. ↑  Yilmaz Çamlitepe und David J. Stradling: Wood ants orient to magnetic fields. In: Proceedings of the Royal Society B. Band 261, Nr. 1360, 1995, doi:10.1098/rspb.1995.0114.
45. ↑  Sandra M. Perez, Orley R. Taylor und Rudolf Jander: The Effect of a Strong Magnetic Field on Monarch Butterfly (Danaus plexippus) Migratory Behavior. In: Naturwissenschaften. Band 86, Nr. 3, 1999, S. 140–143, doi:10.1007/s001140050587.
46. ↑  Patrick A. Guerra, Robert J. Gegear und Steven M. Reppert: A magnetic compass aids monarch butterfly migration. In: Nature Communications. Band 5, Artikel Nr. 4164, 2014, doi:10.1038/ncomms5164.
 Migrating Monarch Butterflies Use Magnetic Compass to Cut Through Clouds. Auf: nationalgeographic.com vom 23. Juni 2014.
47. ↑  Monarch butterflies employ a magnetic compass during migration. Auf: sciencedaily.com vom 24. Juni 2014.
48. ↑  Steven M. Reppert und Jacobus C. de Roode: Demystifying Monarch Butterfly Migration. In: Current Biology. Band 28, Nr. 17, S. R1009–R1022, 2018, doi:10.1016/j.cub.2018.02.067.
49. ↑  William F. Herrnkind et al.: Population dynamics, ecology and behavior of the spiny lobster, Panulirus argus, of St. John, U.S. Virgin Islands: Habitation and pattern of movements. In: Bulletin of the Natural History Museum of Los Angeles County. Band 20, 1975, S. 31–45.
50. ↑  Kenneth J. Lohmann: Geomagnetic field detection by the western Atlantic spiny lobster, Panulirus argus. In: Marine Behaviour and Physiology. Band 12, Nr. 1, 1985, S. 1–9, doi:10.1080/10236248509378629.
51. ↑  Kenneth J. Lohmann, Catherine M. F. Lohmann, Llewellyn M. Ehrhart, Dean A. Bagley und Timothy Swing: Geomagnetic map used in sea turtle navigation. In: Nature. Band 428, 2004, S. 909–910, doi:10.1038/428909a.
Turtles Use Earth's Magnetic Field As Map & Compasse. Erschienen in The Independent, 2004.
52. ↑  Paolo Luschi, Simon Benhamou, Charlotte Girard et al.: Marine Turtles Use Geomagnetic Cues during Open-Sea Homing. In: Current Biology. Band 17, Nr. 2, 2007, S. 126–133, doi:10.1016/j.cub.2006.11.062.
53. ↑  J. Roger Brothers und Kenneth J. Lohmann: Evidence for Geomagnetic Imprinting and Magnetic Navigation in the Natal Homing of Sea Turtles. In: Current Biology. Band 25, Nr. 3, 2015, S. P392–396, doi:10.1016/j.cub.2014.12.035.
 For sea turtles, there's no place like magnetic home. Auf: eurekalert.org vom 15. Januar 2015.
How Do Sea Turtles Find the Exact Beach Where They Were Born? Auf: nationalgeographic.com vom 16. Januar 2015.
54. ↑  Gordon H. Rodda: The orientation and navigation of juvenile alligators: evidence of magnetic sensitivity. In: Journal of Comparative Physiology A. Band 154, Nr. 5, 1984, S. 649–658, doi:10.1007/BF01350218.
55. ↑  C. Marek, N. Bissantz, E. Curio, A. Siegert, B. Tacud & D. Ziggel: Spatial orientation of the Philippine bent-toed gecko (Cyrtodactylus philippinicus) in relation to its home range. In: Salamandra. Band 46, Nr. 2, 2010, S. 93–97, Volltext.
56. ↑  Kenneth J. Lohmann, Nathan F. Putman und Catherine M. F. Lohmann: Geomagnetic imprinting: A unifying hypothesis of long-distance natal homing in salmon and sea turtles. In: PNAS. Band 105, Nr. 49, 2008, S. 19096–19101, doi:10.1073/pnas.0801859105.
57. ↑  Nathan F. Putman et al.: An Inherited Magnetic Map Guides Ocean Navigation in Juvenile Pacific Salmon. In: Current Biology. Band 24, Nr. 4, 2014, S. 446–450, doi:10.1016/j.cub.2014.01.017.
 Animal magnetism: First evidence that magnetism helps salmon find home. Auf: eurekalert.org vom 7. Februar 2013.
 Lachse werden mit Magnetsinn geboren. Auf: welt.de vom 9. Februar 2014.
58. ↑  Nathan F. Putman et al.: Evidence for Geomagnetic Imprinting as a Homing Mechanism in Pacific Salmon. In: Current Biology. Band 23, Nr. 4, 2013, S. 312–316, doi:10.1016/j.cub.2012.12.041.
59. ↑  Jens Hellinger und Klaus-Peter Hoffmann: Magnetic field perception in the Rainbow Trout, Oncorhynchus mykiss. In: Journal of Comparative Physiology A. Band 195, Nr. 9, 2009, S. 873–879, doi:10.1007/s00359-009-0466-z.
60. ↑  G. L. Chew und G. E. Brown: Orientation of rainbow trout (Salmo gairdneri) in normal and null magnetic fields. In: Canadian Journal of Zoology. Band 67, Nr. 3, 1989, S. 641–643, doi:10.1139/z89-092.
61. ↑  Michael M. Walker et al.: Structure and function of the vertebrate magnetic sense. In: Nature. Band 390, 1997, S. 371–376, doi:10.1038/37057, Volltext.
62. ↑  Krzysztof Formicki et al.: Spatial orientation of trout (Salmo trutta L.) and rainbow trout (Oncorhynchus mykiss Walb.) embryos in natural and artificial magnetic fields. In: Acta Ichthyologica et Piscatoria. Band 27, Nr. 2, 1997, S. 29–40, doi:10.3750/AIP1997.27.2.03.
63. ↑  Caroline M. F. Durif et al.: Magnetic Compass Orientation in the European Eel. In: PLoS ONE. Band 8, Nr. 3, 2013, e59212, doi:10.1371/journal.pone.0059212.
64. ↑  Lewis C. Naisbett-Jones, Nathan F. Putman et al.: A Magnetic Map Leads Juvenile European Eels to the Gulf Stream. In: Current Biology. Band 27, Nr. 8, 2017, S. 1236–1240, doi:10.1016/j.cub.2017.03.015.
65. ↑  Ahne Myklatun et al.: Zebrafish and medaka offer insights into the neurobehavioral correlates of vertebrate magnetoreception. In: Nature Communications. Band 9, Artikel-Nr. 802, 2018, doi:10.1038/s41467-018-03090-6.
66. ↑  Bryan A. Keller et al.: Map-like use of Earth’s magnetic field in sharks. In: Current Biology. Band 31, Nr. 13, 2021, S. 2881–2886, e3, doi:10.1016/j.cub.2021.03.103.
67. ↑  Jaroslav Červený, Hynek Burda, Miloš Ježek et al.: Magnetic alignment in warthogs Phacochoerus africanus and wild boars Sus scrofa. In: Mammal Review. Band 47, Nr. 1, 2017, S. 1–5, doi:10.1111/mam.12077.
68. ↑  Bastian Schmid: Über die Heimkehrfähigkeit von Waldmäusen (Mus sylvaticus L.). In: Zeitschrift für vergleichende Physiologie. Band 23, Nr. 4, 1936, S. 592–604, doi:10.1007/BF00340924.
69. ↑  Janice G. Mather und R. Robin Baker: Magnetic sense of direction in woodmice for route-based navigation. In: Nature. Band 291, 1981, S. 52–155, doi:10.1038/291152a0.
70. ↑  E. Pascal Malkemper et al.: Magnetoreception in the wood mouse (Apodemus sylvaticus): influence of weak frequency-modulated radio frequency fields. In: Scientific Reports. Band 5, Artikel Nr. 9917, 2015, doi:10.1038/srep09917.
 Der Magnetsinn der Waldmaus. Auf: idw-online.de vom 6. Mai 2015.
71. ↑  Nagetier mit eingebautem Kompass. Auf: fr.de vom 2. April 2009.
72. ↑  H. Burda, S. Marhold, T. Westenberger, R. Wiltschko und W. Wiltschko: Magnetic compass orientation in the subterranean rodent Cryptomys hottentotus (Bathyergidae). In: Experientia. Band 46, Nr. 5, 1990, S. 528–530, doi:10.1007/BF01954256.
73. ↑  Stephan Marhold, Wolfgang Wiltschko und Hynek Burda: A Magnetic Polarity Compass for Direction Finding in a Subterranean Mammal. In: Naturwissenschaften. Band 84, Nr. 9, 1997, S. 421–423, doi:10.1007/s001140050422.
74. ↑  Reinhard Wandtner: Zielsicher: Auch Fledermäuse fliegen nach einem Magnetkompass. In: Frankfurter Allgemeine Zeitung vom 13. Dezember 2006, Nr. 290, S. N1.
75. ↑  Richard A. Holland, Kasper Thorup, Maarten J. Vonhof, William W. Cochran und Martin Wikelski: Bat orientation using Earth's magnetic field. In: Nature. Band 444, 2006, S. 702, doi:10.1038/444702a.
76. ↑  Fledermäuse haben einen Magnet- und Sonnenkompass. Auf: mpg.de vom 15. September 2010.
77. ↑  Stefan Greif, Ivailo Borissov, Yossi Yovel und Richard A. Holland: A functional role of the sky’s polarization pattern for orientation in the greater mouse-eared bat. In: Nature Communications. Band 5, Artikel-Nr. 4488, 2014, doi:10.1038/ncomms5488.
78. ↑  Fledermäuse nutzen Polarisationsmuster zur Orientierung. Auf: mpg.de vom 22. Juli 2014.
79. ↑  Lan-Xiang Tian et al.: Bats Respond to Very Weak Magnetic Fields. In: PLoS One. Band 10, Nr. 4, 2015, e0123205, doi:10.1371/journal.pone.0123205.
80. ↑  Vlastimil Hart, Petra Nováková, Erich Pascal Malkemper et al.: Dogs are sensitive to small variations of the Earth’s magnetic field. In: Frontiers in Zoology. Band 10, Artikel Nr. 80, 2013, doi:10.1186/1742-9994-10-80.
 Auch Hunde haben einen Magnetsinn. Auf: idw-online.de vom 3. Januar 2014.
81. ↑  Kateřina Benediktová et al.: Magnetic alignment enhances homing efficiency of hunting dogs. In: eLife. Online-Publikation vom 16. Juni 2020; 9:e55080, doi:10.7554/eLife.55080.
 Dogs may use Earth’s magnetic field to take shortcuts. Auf: sciencemag.org vom 17. Juli 2020.
82. ↑  Christine Nießner et al.: Cryptochrome 1 in Retinal Cone Photoreceptors Suggests a Novel Functional Role in Mammals. In: Scientific Reports. Band 6, Artikel Nr. 21848, 2016, doi:10.1038/srep21848. 
Hunde und Affen besitzen Molekül für Magnetfeld-Wahrnehmung im Auge. Auf: mpg.de vom 23. Februar 2016.
83. ↑  Jaroslav Červený, Sabine Begall, Petr Koubek, Petra Nováková und Hynek Burda: Directional preference may enhance hunting accuracy in foraging foxes. In: Biology Letters. Band 7, Nr. 3, 2010, doi:10.1098/rsbl.2010.1145.
 Auch Füchse haben einen Magnetkompass. Auf: scinexx.de vom 13. Januar 2011.
84. ↑  Margared Klinowska: Cetacean live stranding sites relate to geomagnetic topography. In: Aquatic Mammals. Band 11, 1985, S. 27–32, Volltext (PDF).
85. ↑  Margared Klinowska: Cetacean live stranding dates relate to geomagnetic disturbances. In: Aquatic Mammals. Band 11, Nr. 3, 1986, S. 109–119, Volltext (PDF).
86. ↑  Joseph L. Kirschvink, Andrew E. Dizon und James A. Westphal: Evidence from Strandings for Geomagnetic Sensitivity in Cetaceans. In: Journal of Experimental Biology. Band 120, 1986, S, 1–24, Volltext (PDF).
87. ↑  M. M. Walker, J. L. Kirschvink, G. Ahmed und A. E. Dizon: Evidence that fin whales respond to the geomagnetic field during migration. In: Journal of Experimental Biology. Band 171, 1992, S. 67–78, Volltext (PDF).
88. ↑  Klaus Heinrich Vanselow, Sven Jacobsen, Chris Hall und Stefan Garthe: Solar storms may trigger sperm whale strandings: explanation approaches for multiple strandings in the North Sea in 2016. In: International Journal of Astrobiology. Band 17, Nr. 4, 2018, S. 336–344, doi:10.1017/S147355041700026X.
 Magnetsinn: Sonnenstürme verwirren Wale. Auf: tagesspiegel.de vom 11. September 2017.
89. ↑  Dorothee Kremers et al.: Behavioural evidence of magnetoreception in dolphins: detection of experimental magnetic fields. In: Naturwissenschaften. Band 101, Nr. 11, 2014, S. 907–911, doi:10.1007/s00114-014-1231-x, Volltext (PDF).
 Delphine mit besonderer Spürnase. (Memento vom 3. November 2014 im Internet Archive). Im Original publiziert auf faz.net vom 30. Oktober 2014.
90. ↑  Dolphins can sense magnets. Auf: sciencemag.org vom 30. September 2014.
91. ↑  Roswitha Wiltschko und Wolfgang Wiltschko: Evidence for the use of magnetic outward-journey information in homing pigeons. In: Naturwissenschaften. Band 65, Nr. 2, 1978, S. 112–113, doi:10.1007/BF00440557.
92. ↑  M. J. M. Leask: A physicochemical mechanism for magnetic field detection by migratory birds and homing pigeons. In: Nature. Band 267,1977, S. 144–145, doi:10.1038/267144a0.
93. ↑  Wolfgang Wiltschko und Roswitha Wiltschko: Disorientation of inexperienced young pigeons after transportation in total darkness. In: Nature. Band 291, 1981, S. 433–434, doi:10.1038/291433a0.
94. ↑  Nikita Chernetsov et al.: Migratory Eurasian Reed Warblers Can Use Magnetic Declination to Solve the Longitude Problem. In: Current Biology. Band 27, 2017, S. 2647–2651, doi:10.1016/j.cub.2017.07.024.
95. ↑  Joe Wynn, Oliver Padget, Henrik Mouritsen et al.: Magnetic stop signs signal a European songbird’s arrival at the breeding site after migration. In: Science. Band 375, Nr. 6579, 2022, S. 446–449, doi:10.1126/science.abj4210.
 Singvögel nutzen Erdmagnetfeld als Stoppschild. Auf: idw-online.de vom 27. Januar 2022.
96. ↑  Thorsten Ritz, Salih Adem und Klaus Schulten:  A Model for Photoreceptor-Based Magnetoreception in Birds. In: Biophysical Journal. Band 78, Nr. 2, 2000, S. 707–718, doi:10.1016/S0006-3495(00)76629-X.
97. ↑  Klaus Schulten, Charles E. Swenberg und Albert Weller: A biomagnetic sensory mechanism based on magnetic field modulated coherent electron spin motion. In: Zeitschrift für Physikalische Chemie. Band 111, Nr. 1, 1978, S. 1–5, doi:10.1524/zpch.1978.111.1.001.
98. ↑  Klaus Schulten et al.: Magnetic Field Dependence of the Geminate Recombination of Radical Ion Pairs in Polar Solvents. In: Zeitschrift für Physikalische Chemie. Band 101, Nr. 1–6, 1976, S. 371–390, doi:10.1524/zpch.1976.101.1-6.371, Volltext (PDF).
99. ↑  Hans-Joachim Werner, Klaus Schulten und Albert Weller: Electron transfer and spin exchange contributing to the magnetic field dependence of the primary photochemical reaction of bacterial photosynthesis. In: Biochimica et Biophysica Acta (BBA) – Bioenergetics. Band 502, Nr. 2, 1978, S. 255–268, doi:10.1016/0005-2728(78)90047-6.
100. ↑  Klaus Schulten und Andreas Windemuth: Model for a physiological magnetic compass. In: Georg Maret, Nino Boccara und Jakob Kiepenheuer (Hrsg.): Biophysical effects of steady magnetic fields. Springer Verlag, Berlin und Heidelberg 1986, S. 99–106, ISBN 978-3-642-71528-0.
101. ↑  Christian Kerpal, Sabine Richert, Jonathan G. Storey et al.: Chemical compass behaviour at microtesla magnetic fields strengthens the radical pair hypothesis of avian magnetoreception. In: Nature Communications. Band 10, Artikel-Nr. 3707, 2019, doi:10.1038/s41467-019-11655-2.
102. ↑  Henrik Mouritsen et al.: Cryptochromes and neuronal-activity markers colocalize in the retina of migratory birds during magnetic orientation. In: PNAS. Band 101, Nr. 39, 2004, S. 14294–14299, doi:10.1073/pnas.0405968101.
103. ↑  Thorsten Ritz, Roswitha Wiltschko, P. J. Hore, Christopher T. Rodgers, Katrin Stapput, Peter Thalau, Christiane R. Timmel und Wolfgang Wiltschko: Magnetic Compass of Birds Is Based on a Molecule with Optimal Directional Sensitivity. In: Biophysical Journal. Band 96, Nr. 8, 2009, S. 3451–3457, doi:10.1016/j.bpj.2008.11.072.
104. ↑  Roswitha Wiltschko, Katrin Stapput, Hans-Joachim Bischof und Wolfgang Wiltschko: Light-dependent magnetoreception in birds: increasing intensity of monochromatic light changes the nature of the response. In: Frontiers in Zoology. Band 4, Artikel Nr. 5, 2007, doi:10.1186/1742-9994-4-5.
105. ↑  Roswitha Wiltschko, Dennis Gehring, Susanne Denzau, Christine Nießner und Wolfgang Wiltschko: Magnetoreception in birds: II. Behavioural experiments concerning the cryptochrome cycle. In: Journal of Experimental Biology. Band 217, 2014, S. 4225–4228, doi:10.1242/jeb.110981.
106. ↑  Christine Nießner et al.: Avian Ultraviolet/Violet Cones Identified as Probable Magnetoreceptors. In: PLoS ONE. Band 6, Nr. 5, e20091, doi:10.1371/journal.pone.0020091.
107. ↑  Dominik Heyers, Martina Manns, Harald Luksch, Onur Güntürkün und Henrik Mouritsen: A Visual Pathway Links Brain Structures Active during Magnetic Compass Orientation in Migratory Birds. In: PLoS ONE. Band 2, Nr. 9, 2007, e937, doi:10.1371/journal.pone.0000937.
 Reinhard Wandtner: Das Erdmagnetfeld fest im Blick. (Memento vom 26. Juni 2014 im Internet Archive). Im Original publiziert in: Frankfurter Allgemeine Zeitung Nr. 225 vom 27. September 2007, S. 35.
108. ↑  Anja Günther et al.: Double-Cone Localization and Seasonal Expression Pattern Suggest a Role in Magnetoreception for European Robin Cryptochrome 4. In: Current Biology. Band 28, Nr. 2, 2018, P211-223.e4, doi:10.1016/j.cub.2017.12.003.
109. ↑  Noboru Ikeya und Jonathan R. Woodward: Cellular autofluorescence is magnetic field sensitive. In: PNAS. Band 118, Nr. 3, 2021, e2018043118, doi:10.1073/pnas.2018043118 .
Quanteneffekt beim Magnetsinn der Vögel erstmals direkt beobachtet. Auf: Spektrum.de vom 11. Januar 2021.
Scientists Observe Cells Responding To Magnetic Fields For First Time. Auf: forbes.com vom 8. Januar 2021.
110. ↑  Jingjing Xu et al.: Magnetic sensitivity of cryptochrome 4 from a migratory songbird. In: Nature. Band 594, 2021, S. 535–540, doi:10.1038/s41586-021-03618-9.
Unravelling the enigma of bird magnetoreception. Auf: nature.com vom 23. Juni 2021.
 Quantenmechanik: Der magnetische Kompass von Zugvögeln. Auf: science.orf.at vom 24. Juni 2021.
111. ↑  Wolfgang Wiltschko, Joachim Traudt, Onur Güntürkün, Helmut Prior und Roswitha Wiltschko: Lateralization of magnetic compass orientation in a migratory bird. In: Nature. Band 419, 2002, S. 467–470, doi:10.1038/nature00958.
112. ↑  Christine Maira Hein, Svenja Engels, Dmitry Kishkinev und Henrik Mouritsen: Robins have a magnetic compass in both eyes. In: Nature. Band 471, 2011, S. E1, doi:10.1038/nature09875.
 Erwiderung: Wolfgang Wiltschko et al.: Wiltschko et al. reply. In: Nature. Band 471, 2011, E1, doi:10.1038/nature09876.
113. ↑  Dennis Gehring, Wolfgang Wiltschko, Onur Güntürkün, Susanne Denzau und Roswitha Wiltschko: Development of lateralization of the magnetic compass in a migratory bird. In: Proceedings of the Royal Society B. Band 279, Nr. 1745, 2012, doi:10.1098/rspb.2012.1654.
114. ↑  Junge Rotkehlchen haben Kompass in beiden Augen. Auf: idw-online.de vom 30. August 2012.
115. ↑  Dennis Gehring, Onur Güntürkün, Wolfgang Wiltschko und Roswitha Wiltschko: Lateralization of the Avian Magnetic Compass: Analysis of Its Early Plasticity. In: symmetry. Band 9, Nr. 77, 2017, doi:10.3390/sym9050077.
116. ↑  Katrin Stapput, Onur Güntürkün, Klaus-Peter Hoffmann, Roswitha Wiltschko und Wolfgang Wiltschko: Magnetoreception of Directional Information in Birds Requires Nondegraded Vision. In: Current Biology. Band 20, Nr. 14, 2010, S. 1259–1262, doi:10.1016/j.cub.2010.05.070.
117. ↑  Corinna Langebrake, Georg Manthey, Anders Frederiksen, Juan S. Lugo Ramos, Julien Y. Dutheil, Raisa Chetverikova, Ilia A. Solov'yov, Henrik Mouritsen und Miriam Liedvogel: Adaptive evolution and loss of a putative magnetoreceptor in passerines. In: Proceedings of the Royal Society B. Band 291, Nr. 2016, 2024, doi:10.1098/rspb.2023.2308.
118. ↑  Wie die Evolution den Magnetsensor der Vögel optimiert hat. Auf: idw-online.de vom 24. April 2024.
119. 1 2  Richard P. Blakemore: Magnetotactic bacteria. In: Science. Band 190, Nr. 4212, 1975, S. 377–379, doi:10.1126/science.170679.
120. ↑  Ellen D.Yorke: Journal of Theoretical Biology. Band 77, Nr. 1, 1979, S. 101–105, doi:10.1016/0022-5193(79)90140-1.
 Joseph Kirschvink und James L. Gould: Biogenic magnetite as a basis for magnetic field detection in animals. In: Biosystems. Band 13, Nr. 3, 1981, S. 181–201, doi:10.1016/0303-2647(81)90060-5.
121. ↑  Joseph L. Kirschvink, Michael M. Walker und Carol E. Diebel: Magnetite-based magnetoreception. Review in: Current Opinion in Neurobiology. Band 11, Nr. 4, 2001, S. 462–467, doi:10.1016/S0959-4388(00)00235-X.
122. ↑  Robert C. Beason und Joan E. Nichols: Magnetic orientation and magnetically sensitive material in a transequatorial migratory bird. In: Nature. Band 309, 1984, S. 151–153, doi:10.1038/309151a0.
123. ↑  Robert C. Beason und William J. Brennan:  Natural and Induced Magnetization in the Bobolink, Dolichonyx Oryzivorus (Aves: Icteridae). In: Journal of Experimental Biology. Band 125, Nr. 1, 1986, S. 49–56, Volltext (PDF).
124. ↑  Matthew N. Williams und J. Martin Wild: Trigeminally innervated iron-containing structures in the beak of homing pigeons, and other birds. In: Brain Research. Band 889, Nr. 1–2, 2001, S. 243–246, doi:10.1016/S0006-8993(00)03114-0.
125. ↑  Marianne Hanzlik, Christoph Heunemann, Elke Holtkamp-Rötzler, Michael Winklhofer, Nikolai Petersen und Gerta Fleissner: Superparamagnetic Magnetite in the Upper Beak Tissue of Homing Pigeons. In: Biometals. Band 13, Nr. 4, 2000, S. 325–331, doi:10.1023/A:1009214526685.
126. ↑  Gerta Fleissner, Elke Holtkamp‐Rötzler, Marianne Hanzlik, Michael Winklhofer, Günther Fleissner, Nikolai Petersen und Wolfgang Wiltschko: Ultrastructural analysis of a putative magnetoreceptor in the beak of homing pigeons. In: Journal of Comparative Neurology. Band 458, Nr. 4, 2003, S. 350–360, doi:10.1002/cne.10579.
127. ↑  Gerald Falkenberg, Gerta Fleissner et al.: Avian Magnetoreception: Elaborate Iron Mineral Containing Dendrites in the Upper Beak Seem to Be a Common Feature of Birds. In: PLoS ONE. Band 5, Nr. 2, e9231, doi:10.1371/journal.pone.0009231.
 Ein Magnetometer im Oberschnabel aller Vögel? Auf: idw-online.de vom 22. Februar 2010.
128. ↑  Dominik Heyers, Manuela Zapka, Mara Hoffmeister, John Martin Wild und Henrik Mouritsen: Magnetic field changes activate the trigeminal brainstem complex in a migratory bird. In: PNAS. Band 107, Nr. 20, 2010, S. 9394–9399, doi:10.1073/pnas.0907068107.
 Zugvögel besitzen zwei Magnetsinne. Auf: idw-online.de vom 5. April 2010.
129. ↑  Manuela Zapka, Dominik Heyers, Christine M. Hein et al.: Visual but not trigeminal mediation of magnetic compass information in a migratory bird. In: Nature. Band 461, 2009, S. 1274–1277, doi:10.1038/nature08528.
130. ↑  Katrin Stapput, Peter Thalau, Roswitha Wiltschko und Wolfgang Wiltschko: Orientation of Birds in Total Darkness. In: Current Biology. Band 18, Nr. 8, 2008, S. 602–606, doi:10.1016/j.cub.2008.03.046.
 Der Nachtflug der Rotkehlchen. Auf: idw-online.de vom 17. April 2008.
131. ↑  Simon Nimpf et al.: A Putative Mechanism for Magnetoreception by Electromagnetic Induction in the Pigeon Inner Ear. In: Current Biology. Band 29, Nr. 23, 2019, S. 4052–4059, E4, doi:10.1016/j.cub.2019.09.048.
132. ↑  Wolfgang Wiltschko und Roswitha Wiltschko: Magnetic orientation and magnetoreception in birds and other animals. In: Journal of Comparative Physiology A. Band 191, Nr. 8, 2005, S. 675–693 (hier: S. 688), doi:10.1007/s00359-005-0627-7.
133. ↑  Christine Nießner et al.: Cryptochrome 1 in Retinal Cone Photoreceptors Suggests a Novel Functional Role in Mammals. In: Scientific Reports. Band 6, Artikel Nr. 21848, 2016, doi:10.1038/srep21848.
134. ↑  Martin Vácha, Tereza Půžová und Markéta Kvíćalová: Radio frequency magnetic fields disrupt magnetoreception in American cockroach. In: Journal of Experimental Biology. Band 212, 2009, S. 3473–3477, doi:10.1242/jeb.028670.
135. ↑  Stephan H. K. Eder et al.: Magnetic characterization of isolated candidate vertebrate magnetoreceptor cells. In: PNAS. Band 109, Nr. 30, 2012, S. 12022–12027, doi:10.1073/pnas.1205653109
 The body’s hidden compass – what is it, and how does it work? Auf: sciencemag.org vom 23. Juni 2016.
136. ↑  Kim J. Fernie und S. James Reynolds: The Effects of Electromagnetic Fields From Power Lines on Avian Reproductive Biology and Physiology: A Review. In. Journal of Toxicology and Environmental Health, Part B. Band 8, Nr. 2, S. 127–140, 2005, doi:10.1080/10937400590909022
137. ↑  Svenja Engels et al.: Anthropogenic electromagnetic noise disrupts magnetic compass orientation in a migratory bird. In: Nature. Band 509, 2014, S. 353–356, doi:10.1038/nature13290. 
 Wirres Flattern im Elektrosmog.  Auf: zeit.de vom 8. Mai 2014
138. ↑  Bo Leberecht et al.: Broadband 75–85 MHz radiofrequency fields disrupt magnetic compass orientation in night-migratory songbirds consistent with a flavin-based radical pair magnetoreceptor. In: Journal of Comparative Physiology A. Band 208, 2022, S. 97–106, doi:10.1007/s00359-021-01537-8.
139. ↑  Bo Leberecht et al.: Upper bound for broadband radiofrequency field disruption of magnetic compass orientation in night-migratory songbirds. In: PNAS. Band 120Nr. 28, 2023, e2301153120, doi:10.1073/pnas.2301153120.
140. ↑  Welche Radiowellen den Magnetsinn von Zugvögeln stören. Auf: idw-online.de vom 13. Juli 2023.
141. ↑  Sabine Begall, Jaroslav Červený, Julia Neef, Oldřich Vojtčch, Hynek Burda: Magnetic alignment in grazing and resting cattle and deer. In: PNAS. Band 105, Nr. 36, S. 13451–13455, 2008, doi:10.1073/pnas.0803650105.
142. ↑  Google Earth offenbart Magnetsinn bei Rindern. Auf: winfuture.de vom 26. August 2008.
143. ↑  Forscher entdecken Magnetfeld-Phänomen bei Kühen. Auf: idw-online.de vom 26. August 2008.
144. ↑  Hynek Burda, Sabine Begall, Jaroslav Červený, Julia Neef und Pavel Němec: Extremely low-frequency electromagnetic fields disrupt magnetic alignment of ruminants. In: PNAS. Band 106, Nr. 14, 2016, S. 5708–5713, doi:10.1073/pnas.0811194106.
145. ↑  J. Hert, L. Jelinek, L. Pekarek, A. Pavlicek: No alignment of cattle along geomagnetic field lines found. In: Journal of Comparative Physiology A. Band 197, Nr. 6, 2011, S. 677–682, doi:10.1007/s00359-011-0628-7, Volltext (PDF).
146. ↑  Sabine Begall, Hynek Burda, Jaroslav Červený, O. Gerter, Julika Neef-Weisse und Pavel Němec: Further support for the alignment of cattle along magnetic field lines: reply to Hert et al. In: Journal of Comparative Physiology A. Band 197, Nr. 12, 2011, S. 1127–1133, doi:10.1007/s00359-011-0674-1.
147. ↑  J. Hert, L. Jelinek, L. Pekarek und A. Pavlicek: Authors’ response. In: Journal of Comparative Physiology A. Band 197, Nr. 12, 2011, S. 1135–1136, doi:10.1007/s00359-011-0688-8.
148. ↑  The mystery of the magnetic cows. Auf: nature.com vom 11. November 2011.
149. ↑  R. Robin Baker: Goal orientation by blindfolded humans after long-distance displacement: possible involvement of a magnetic sense. In: Science. Band 210, Nr. 4469, 1980, S. 555–557, doi:10.1126/science.7233200.
150. ↑  James L. Gould, Kenneth P. Able: Human homing: an elusive phenomenon. In: Science. Band 212, Nr. 4498, 1981, S. 1061–1063, doi:10.1126/science.7233200.
151. ↑  R. Robin Baker: Human navigation and magnetoreception. Manchester University Press, 1989.
152. ↑  Wiltschko und Wiltschko schreiben in ihrem Buch Magnetic orientation in animals resignierend (S. 73, übersetzt): „Es ist nicht einfach, sich eine Meinung zu bilden.“
153. ↑  Connie X. Wang et al.: Transduction of the Geomagnetic Field as Evidenced from alpha-Band Activity in the Human Brain. In: eNeuro. Band 6, Nr. 2, 2019, S. 1–23, doi:10.1523/ENEURO.0483-18.2019.
 Besitzen wir doch einen Magnetsinn? Menschliches Gehirn kann offenbar auf Magnetfeldveränderungen reagieren. Auf: scinexx.de vom 19. März 2019.
154. ↑  Maverick scientist thinks he has discovered a magnetic sixth sense in humans. Auf: sciencemag.org vom 23. Juni 2016.
155. ↑  Stuart A. Gilder, Michael Wack, Leon Kaub et al.: Distribution of magnetic remanence carriers in the human brain. In: Scientific Reports. Band 8, Artikel-Nr. 11363, 2018, doi:10.1038/s41598-018-29766-z.
 Hat auch der Mensch einen Magnetsinn? Forscher untersuchen Verteilung magnetischer Kristalle im menschlichen Gehirn. Auf: scinexx.de vom 1. August 2018.
156. ↑  R. P. Blakemore, R. B. Frankel und Ad. J. Kalmijn: South-seeking magnetotactic bacteria in the Southern Hemisphere. In: Nature. Band 286, 1980, S. 384–385, doi:10.1038/286384a0.
157. ↑  Richard B. Frankel: The discovery of magnetotactic/magnetosensitive bacteria. In: Chinese Journal of Oceanology and Limnology. Band 27, Nr. 1, 2009, doi:10.1007/s00343-009-0001-7, Volltext (PDF).
158. ↑  Lei Yan et al.: Magnetotactic bacteria, magnetosomes and their application. Review in: Microbiological Research. Band 167, Nr. 9, 2012, S. 507–519, doi:10.1016/j.micres.2012.04.002.
159. ↑  Roswitha Wiltschko und Wolfgang Wiltschko: Magnetic Orientation in Animals, S. 16.
160. ↑  Joseph Kirschvink: South-Seeking Magnetic Bacteria. In: Journal of Experimental Biology. Band 86, 1980, S. 345–347, Volltext (PDF).
161. ↑  Shih-Bin Robin Chang und Joseph Lynn Kirschvink: Magnetofossils, the Magnetization of Sediments, and the Evolution of Magnetite Biomineralization. In: Annual Review of Earth and Planetary Sciences. Band 17, 1989, S. 169–195, (hier: S. 181), doi:10.1146/annurev.ea.17.050189.001125, Volltext (PDF).
162. ↑  Wei Lin, Greig A. Paterson, Qiyun Zhu et al.: Origin of microbial biomineralization and magnetotaxis during the Archean. In: PNAS. Band 114, Nr. 9, 2017, S. 2171–2176, doi:10.1073/pnas.1614654114. 
 Sishuo Wang und Youhua Chen: Origin of magnetotaxis: Vertical inheritance or horizontal transfer? In: PNAS. Band 114, Nr. 26, 2017, S. E5016–E5018, doi:10.1073/pnas.1706937114.
163. ↑  Isabel Kolinko, Anna Lohße, Sarah Borg et al.: Biosynthesis of magnetic nanostructures in a foreign organism by transfer of bacterial magnetosome gene clusters. In: Nature Nanotechnology. Band 9, 2014, S. 193–197, doi:10.1038/nnano.2014.13. 
 Magnetbakterien: Zellulärer Kompass erfolgreich transplantiert. Auf: idw-online.de vom 24. Februar 2014.
164. ↑  P. W. Ssawostin: Magnetwachstumsreaktionen bei Pflanzen. In: Planta. Volume 12, Nr. 2, 1930, S. 327–330, doi:10.1007/BF01912860.
165. ↑  P. W. Ssawostin: Magnetophysiologische Untersuchungen. I. Die Rotationsbewegung des Plasmas in einem konstanten magnetischen Kraftfelde. In: Planta. Band 11, Nr. 4, 1930, S. 683–726, doi:10.1007/BF01912568.
166. ↑  Erdmagnetfeld: Tiere und Pflanzen mit feinem Gespür. (Memento vom 15. April 2017 im Internet Archive). Von Reinhard Wandtner. Im Original publiziert auf faz.net vom 6. Oktober 2006.
167. ↑  Paul Galland und Alexander Pazur: Magnetoreception in plants. In: Journal of Plant Research. Band 118, Nr. 6, 2005, S. 371–389, doi:10.1007/s10265-005-0246-y.
168. ↑  Massimo E. Maffei: Magnetic field effects on plant growth, development, and evolution. In: Frontiers in Plant Science. Online-Veröffentlichung vom 4. September 2014, doi:10.3389/fpls.2014.00445.
169. ↑  Andrea Occhipinti, Angelo De Santis und Massimo E. Maffei: Magnetoreception: an unavoidable step for plant evolution? In: Trends in Plant Science. Band 19, Nr. 1, 2014, S. 1–4, doi:10.1016/j.tplants.2013.10.007.
170. ↑  Margaret Ahmad, Paul Galland, Thorsten Ritz, Roswitha Wiltschko und Wolfgang Wiltschko: Magnetic intensity affects cryptochrome-dependent responses in Arabidopsis thaliana. In: Planta. Band 225, Nr. 3, 2007, S. 615–624, doi:10.1007/s00425-006-0383-0.